# Australië op de Olympische Zomerspelen 2020
Australië was een van de deelnemende landen aan de Olympische Zomerspelen 2020 in Tokio, Japan. Het was de negenentwintigste deelname van Australische atleten aan de Zomerspelen: net als Frankrijk, Groot-Brittannië en Griekenland ontbrak Australië bij geen enkele editie.
De eerste kwalificatieplaatsen werden bemachtigd door Australische zeilers, die bij de wereldkampioenschappen zeilen in augustus 2018 plaatsing afdwongen in vier verschillende klassen.

## Atleten
Hieronder volgt een overzicht van de atleten die zich hebben verzekerd van deelname aan de Olympische Zomerspelen 2020.
| sport            | mannen | vrouwen | totaal |
| ---------------- | ------ | ------- | ------ |
| Atletiek         | 28     | 35      | 63     |
| Badminton        | 1      | 3       | 4      |
| Basketbal        | 12     | 12      | 24     |
| Boksen           | 3      | 2       | 5      |
| Boogschieten     | 1      | 3       | 4      |
| Gymnastiek       | 2      | 9       | 11     |
| Gewichtheffen    | 1      | 1       | 2      |
| Golf             | 2      | 2       | 4      |
| Hockey           | 18     | 18      | 36     |
| Judo             | 1      | 2       | 3      |
| Karate           | 1      | 0       | 1      |
| Kanovaren        | 8      | 9       | 17     |
| Klimsport        | 1      | 1       | 2      |
| Moderne vijfkamp | 1      | 1       | 2      |
| Paardensport     | 4      | 5       | 9      |
| Roeien           | 20     | 18      | 38     |
| Rugby            | 12     | 12      | 24     |
| Schietsport      | 8      | 7       | 15     |
| Schoonspringen   | 3      | 4       | 7      |
| Skateboarden     | 3      | 2       | 5      |
| Softbal          | -      | 15      | 15     |
| Synchroonzwemmen | 8      | 0       | 8      |
| Tafeltennis      | 3      | 3       | 6      |
| Taekwondo        | 2      | 2       | 4      |
| Tennis           | 5      | 5       | 10     |
| Triatlon         | 3      | 3       | 6      |
| Voetbal          | 22     | 22      | 44     |
| Volleybal        | 2      | 2       | 4      |
| Waterpolo        | 13     | 13      | 26     |
| Wielersport      | 15     | 14      | 29     |
| Zeilen           | 7      | 6       | 13     |
| Zwemmen          | 18     | 19      | 37     |
| totaal           | 228    | 250     | 478    |

## Medailleoverzicht
| Sport          | Olympiër(s) | Onderdeel                      | Medaille |
| -------------- | --- | ------------------------------ | -------- |
| Kanovaren      | Jessica Fox | C-1 slalom (v)                 | Goud     |
| Kanovaren      | Thomas Green Jean van der Westhuyzen | K-2 1000 meter vlak            | Goud     |
| Roeien         | Annabelle McIntyre Jessica Morrison Rosemary Popa Lucy Stephan | vier zonder (v)                | Goud     |
| Roeien         | Jack Hargreaves Alexander Hill Alexander Purnell Spencer Turrin | vier zonder (m)                | Goud     |
| Skateboarden   | Keegan Palmer | mannen park                    | Goud     |
| Wielersport    | Logan Martin | BMX freestyle (m)              | Goud     |
| Zeilen         | Matthew Wearn | Laser (m)                      | Goud     |
| Zeilen         | Mathew Belcher William Ryan | 470 (m)                        | Goud     |
| Zwemmen        | Emma McKeon | 50 meter vrije slag (v)        | Goud     |
| Zwemmen        | Emma McKeon | 100 meter vrije slag (v)       | Goud     |
| Zwemmen        | Ariarne Titmus | 200 meter vrije slag (v)       | Goud     |
| Zwemmen        | Ariarne Titmus | 400 meter vrije slag (v)       | Goud     |
| Zwemmen        | Kaylee McKeown | 100 meter rugslag (v)          | Goud     |
| Zwemmen        | Kaylee McKeown | 200 meter rugslag (v)          | Goud     |
| Zwemmen        | Zac Stubblety-Cook | 200 meter schoolslag (m)       | Goud     |
| Zwemmen        | Cate Campbell Chelsea Hodges Kaylee McKeown Emma McKeon Mollie O'Callaghan Emily Seebohm | 4x100 meter wisselslag (v)     | Goud     |
| Zwemmen        | Bronte Campbell Cate Campbell Meg Harris Emma McKeon Mollie O'Callaghan Madison Wilson | 4x100 meter vrije slag (v)     | Goud     |
| Atletiek       | Nicola McDermott | hoogspringen (v)               | Zilver   |
| Hockey         | Hockeyteam mannen Eddie Ockenden Daniel Beale Joshua Beltz Tim Brand Andrew Charter Tom Craig Matt Dawson Blake Govers Jeremy Hayward Tim Howard Dylan Martin Trent Mitton Flynn Ogilvie Lachlan Sharp Joshua Simmonds Jacob Whetton Tom Wickham Aran Zalewski | mannen                         | Zilver   |
| Paardensport   | Andrew Hoy Kevin McNab Shane Rose | eventing (team)                | Zilver   |
| Volleybal      | Mariafe Artacho del Solar Taliqua Clancey | Beachvolleybal (v)             | Zilver   |
| Zwemmen        | Jack McLoughlin | 400 meter vrije slag (m)       | Zilver   |
| Zwemmen        | Kyle Chalmers | 100 meter vrije slag (m)       | Zilver   |
| Zwemmen        | Ariarne Titmus | 800 meter vrije slag (v)       | Zilver   |
| Atletiek       | Ashley Moloney | tienkamp (m)                   | Brons    |
| Atletiek       | Kelsey-Lee Barber | speerwerpen (v)                | Brons    |
| Basketbal      | basketbalteam mannen Chris Goulding Patty Mills Josh Green Joe Ingles Matthew Dellavedova Nathan Sobey Matisse Thybulle Dante Exum Aron Baynes Jock Landale Duop Reath Nick Kay                                                                                | basketbal (m)                  | Brons    |
| Boksen         | Harry Garside | lichtgewicht (m)               | Brons    |
| Kanovaren      | Jessica Fox | K-1 slalom (v)                 | Brons    |
| Paardensport   | Andrew Hoy | eventing individueel           | Brons    |
| Roeien         | Caleb Antill Jack Cleary Cameron Girdlestone Luke Letcher | dubbel vier (m)                | Brons    |
| Roeien         | Caitlin Cronin Harriet Hudson Rowena Meredith Ria Thompson | dubbel vier (v)                | Brons    |
| Schoonspringen | Melissa Wu | torenspringen (v)              | Brons    |
| Surfen         | Owen Wright | mannen                         | Brons    |
| Tennis         | John Peers Ashleigh Barty | gemengd dubbel                 | Brons    |
| Wielersport    | Rohan Dennis | tijdrit (m)                    | Brons    |
| Wielersport    | Leigh Howard Kelland O'Brien Luke Plapp Alexander Porter Sam Welsford | ploegenachtervolging (m)       | Brons    |
| Zwemmen        | Brendon Smith | 400 meter wisselslag (m)       | Brons    |
| Zwemmen        | Emma McKeon | 100 meter vlinderslag (v)      | Brons    |
| Zwemmen        | Cate Campbell | 100 meter vrije slag (v)       | Brons    |
| Zwemmen        | Emily Seebohm | 200 meter rugslag (v)          | Brons    |
| Zwemmen        | Kareena Lee | 10 kilometer (v)               | Brons    |
| Zwemmen        | Kyle Chalmers Alexander Graham Zac Incerti Cameron McEvoy Matthew Temple | 4x100 meter vrije slag (m)     | Brons    |
| Zwemmen        | Kyle Chalmers Alexander Graham Mack Horton Zac Incerti Thomas Neill Elijah Winnington | 4x200 meter vrije slag (m)     | Brons    |
| Zwemmen        | Bronte Campbell Isaac Cooper Emma McKeon Kaylee McKeown Zac Stubblety-Cook Matthew Temple Brianna Throssell | 4x100 meter wisselslag gemengd | Brons    |
| Zwemmen        | Tamsin Cook Meg Harris Emma McKeon Leah Neale Mollie O'Callaghan Brianna Throssell Ariarne Titmus Madison Wilson | 4x200 meter vrije slag (v)     | Brons    |

## Sporten

### Atletiek
Mannen
Loopnummers
| atleet          | onderdeel           | series     | series | kwartfinale | kwartfinale | halve finale   | halve finale   | finale         | finale         |
| atleet          | onderdeel           | tijd       | rang   | tijd        | rang        | tijd           | rang           | tijd           | rang           |
| --------------- | ------------------- | ---------- | ------ | ----------- | ----------- | -------------- | -------------- | -------------- | -------------- |
| Rohan Browning  | 100 m               | bye        | bye    | 10,01       | 1 Q         | 10,09          | 5              | niet geplaatst | niet geplaatst |
| Steven Solomon  | 400 m               | 44,94      | 2 Q    | n.v.t.      | n.v.t.      | 45,15          | 3              | niet geplaatst | niet geplaatst |
| Alexander Beck  | 400 m               | 45,54      | 6      | n.v.t.      | n.v.t.      | niet geplaatst | niet geplaatst | niet geplaatst | niet geplaatst |
| Jeffrey Riseley | 800 m               | 1.45,41    | 4 q    | n.v.t.      | n.v.t.      | 1.47,17        | 5              | niet geplaatst | niet geplaatst |
| Charlie Hunter  | 800 m               | 1.45,91    | 4 q    | n.v.t.      | n.v.t.      | 1.46,73        | 7              | niet geplaatst | niet geplaatst |
| Peter Bol       | 800 m               | 1.44,13 OC | 2 Q    | n.v.t.      | n.v.t.      | 1.44,11 OC     | 1 Q            | 1.45,92        | 4              |
| Stewart McSweyn | 1500 m              | 3.36,39    | 3 Q    | n.v.t.      | n.v.t.      | 3.32,54        | 5 Q            | 3.31,91        | 7              |
| Jye Edwards     | 1500 m              | 3.42,62    | 7      | n.v.t.      | n.v.t.      | niet geplaatst | niet geplaatst | niet geplaatst | niet geplaatst |
| Ollie Hoare     | 1500 m              | 3.36,09    | 3 Q    | n.v.t.      | n.v.t.      | 3.34,35        | 4 Q            | 3.35,79        | 11             |
| Morgan McDonald | 5000 m              | 13.37,36   | 11     | n.v.t.      | n.v.t.      | n.v.t.         | n.v.t.         | niet geplaatst | niet geplaatst |
| David McNeill   | 5000 m              | 13.39,97   | 8      | n.v.t.      | n.v.t.      | n.v.t.         | n.v.t.         | niet geplaatst | niet geplaatst |
| Patrick Tiernan | 5000 m              | DNS        | DNS    | n.v.t.      | n.v.t.      | n.v.t.         | n.v.t.         | niet geplaatst | niet geplaatst |
| Patrick Tiernan | 10000 m             | n.v.t.     | n.v.t. | n.v.t.      | n.v.t.      | n.v.t.         | n.v.t.         | 28.35,06       | 17             |
| Nicholas Hough  | 110 m horden        | 13,57      | 3 Q    | n.v.t.      | n.v.t.      | 13,88          | 7              | niet geplaatst | niet geplaatst |
| Ben Buckingham  | 3000 m steeplechase | 8.20,95    | 7      | n.v.t.      | n.v.t.      | n.v.t.         | n.v.t.         | niet geplaatst | niet geplaatst |
| Matthew Clarke  | 3000 m steeplechase | 8.42,37    | 14     | n.v.t.      | n.v.t.      | n.v.t.         | n.v.t.         | niet geplaatst | niet geplaatst |
| Edward Trippas  | 3000 m steeplechase | 8.29,90    | 11     | n.v.t.      | n.v.t.      | n.v.t.         | n.v.t.         | niet geplaatst | niet geplaatst |
| Declan Tingey   | 20 km snelwandelen  | n.v.t.     | n.v.t. | n.v.t.      | n.v.t.      | n.v.t.         | n.v.t.         | 1:24.00        | 17             |
| Kyle Swan       | 20 km snelwandelen  | n.v.t.     | n.v.t. | n.v.t.      | n.v.t.      | n.v.t.         | n.v.t.         | 1:27.55        | 36             |
| Rhydian Cowley  | 50 km snelwandelen  | n.v.t.     | n.v.t. | n.v.t.      | n.v.t.      | n.v.t.         | n.v.t.         | 3:52.01        | 8              |
| Liam Adams      | marathon            | n.v.t.     | n.v.t. | n.v.t.      | n.v.t.      | n.v.t.         | n.v.t.         | 2:15.51        | 24             |
| Brett Robinson  | marathon            | n.v.t.     | n.v.t. | n.v.t.      | n.v.t.      | n.v.t.         | n.v.t.         | 2:24.04        | 65             |
| Jack Rayner     | marathon            | n.v.t.     | n.v.t. | n.v.t.      | n.v.t.      | n.v.t.         | n.v.t.         | DNF            | DNF            |

Technische nummers
| atleet           | onderdeel            | kwalificaties | kwalificaties | finale         | finale         |
| atleet           | onderdeel            | afstand       | rang          | afstand        | rang           |
| ---------------- | -------------------- | ------------- | ------------- | -------------- | -------------- |
| Matthew Denny    | discuswerpen         | 65,13         | 4 q           | 67,02          | 4              |
| Brandon Starc    | hoogspringen         | 2,28          | 4 q           | 2,35           | 5              |
| Kurtis Marschall | polsstokhoogspringen | 5,75          | 5 q           | NM             | NM             |
| Henry Frayne     | verspringen          | 7,93          | 14            | niet geplaatst | niet geplaatst |

Meerkamp
| atleet         | onderdeel | onderdeel | 100 m | vs   | ks    | hs   | 400 m | 110 h | dw    | ph   | sw    | 1500 m  | totaal | rang  |
| -------------- | --------- | --------- | ----- | ---- | ----- | ---- | ----- | ----- | ----- | ---- | ----- | ------- | ------ | ----- |
| Cedric Dubler  | tienkamp  | res.      | 10,89 | 7,36 | 13,35 | 2,05 | 49,02 | 15,10 | 43,31 | NM   | 58,52 | 5.03,69 | 7008   | 21    |
| Cedric Dubler  | tienkamp  | pnt.      | 885   | 900  | 689   | 850  | 860   | 837   | 732   | 0    | 716   | 539     | 7008   | 21    |
| Ashley Moloney | tienkamp  | res.      | 10,34 | 7,64 | 14,49 | 2,11 | 46,29 | 14,08 | 44,38 | 5,00 | 57,12 | 4.39,19 | 8649   | Brons |
| Ashley Moloney | tienkamp  | pnt.      | 1013  | 970  | 758   | 906  | 994   | 964   | 754   | 910  | 695   | 685     | 8649   | Brons |

Vrouwen
Loopnummers
| atlete                                                                                         | onderdeel           | series   | series | kwartfinale | kwartfinale | halve finale   | halve finale   | finale         | finale         |
| atlete                                                                                         | onderdeel           | tijd     | rang   | tijd        | rang        | tijd           | rang           | tijd           | rang           |
| ---------------------------------------------------------------------------------------------- | ------------------- | -------- | ------ | ----------- | ----------- | -------------- | -------------- | -------------- | -------------- |
| Hana Basic                                                                                     | 100 m               | bye      | bye    | 11,32       | 5           | niet geplaatst | niet geplaatst | niet geplaatst | niet geplaatst |
| Riley Day                                                                                      | 200 m               | 22,94    | 3 Q    | n.v.t.      | n.v.t.      | 22,56          | 4              | niet geplaatst | niet geplaatst |
| Bendere Oboya                                                                                  | 400 m               | 52,37    | 5      | n.v.t.      | n.v.t.      | niet geplaatst | niet geplaatst | niet geplaatst | niet geplaatst |
| Catriona Bisset                                                                                | 800 m               | 2.01,65  | 5      | n.v.t.      | n.v.t.      | niet geplaatst | niet geplaatst | niet geplaatst | niet geplaatst |
| Morgan Mitchell                                                                                | 800 m               | 2.05,44  | 6      | n.v.t.      | n.v.t.      | niet geplaatst | niet geplaatst | niet geplaatst | niet geplaatst |
| Linden Hall                                                                                    | 1500 m              | 4.02,27  | 3 Q    | n.v.t.      | n.v.t.      | 4.01,37        | 3 Q            | 3.59,01        | 6              |
| Jessica Hull                                                                                   | 1500 m              | 4.05,28  | 2 Q    | n.v.t.      | n.v.t.      | 3.58,81 OC     | 4 Q            | 4.02,63        | 11             |
| Georgia Griffith                                                                               | 1500 m              | 4.14,43  | 14     | n.v.t.      | n.v.t.      | niet geplaatst | niet geplaatst | niet geplaatst | niet geplaatst |
| Jenny Blundell                                                                                 | 5000 m              | 15.11,27 | 11     | n.v.t.      | n.v.t.      | n.v.t.         | n.v.t.         | niet geplaatst | niet geplaatst |
| Isobel Batt-Doyle                                                                              | 5000 m              | 15.21,65 | 15     | n.v.t.      | n.v.t.      | n.v.t.         | n.v.t.         | niet geplaatst | niet geplaatst |
| Rose Davies                                                                                    | 5000 m              | 15.50,07 | 18     | n.v.t.      | n.v.t.      | n.v.t.         | n.v.t.         | niet geplaatst | niet geplaatst |
| Elisabeth Clay                                                                                 | 100 m horden        | 12,87    | 2 Q    | n.v.t.      | n.v.t.      | 12,71          | 3              | niet geplaatst | niet geplaatst |
| Sarah Carli                                                                                    | 400 m horden        | 56,93    | 5      | n.v.t.      | n.v.t.      | niet geplaatst | niet geplaatst | niet geplaatst | niet geplaatst |
| Amy Cashin                                                                                     | 3000 m steeplechase | 9.34,67  | 11     | n.v.t.      | n.v.t.      | n.v.t.         | n.v.t.         | niet geplaatst | niet geplaatst |
| Genevieve Gregson                                                                              | 3000 m steeplechase | 9.26,11  | 6 q    | n.v.t.      | n.v.t.      | n.v.t.         | n.v.t.         | DNF            | DNF            |
| Georgia Winkcup                                                                                | 3000 m steeplechase | 9.59,29  | 13     | n.v.t.      | n.v.t.      | n.v.t.         | n.v.t.         | niet geplaatst | niet geplaatst |
| Katie Hayward                                                                                  | 20 km snelwandelen  | n.v.t.   | n.v.t. | n.v.t.      | n.v.t.      | n.v.t.         | n.v.t.         | 1:38.11        | 37             |
| Jemima Montag                                                                                  | 20 km snelwandelen  | n.v.t.   | n.v.t. | n.v.t.      | n.v.t.      | n.v.t.         | n.v.t.         | 1:30.39        | 6              |
| Rebecca Henderson                                                                              | 20 km snelwandelen  | n.v.t.   | n.v.t. | n.v.t.      | n.v.t.      | n.v.t.         | n.v.t.         | 1:38.21        | 38             |
| Sinead Diver                                                                                   | marathon            | n.v.t.   | n.v.t. | n.v.t.      | n.v.t.      | n.v.t.         | n.v.t.         | 2:31.14        | 10             |
| Ellie Pashley                                                                                  | marathon            | n.v.t.   | n.v.t. | n.v.t.      | n.v.t.      | n.v.t.         | n.v.t.         | 2:33.39        | 23             |
| Lisa Jane Weightman                                                                            | marathon            | n.v.t.   | n.v.t. | n.v.t.      | n.v.t.      | n.v.t.         | n.v.t.         | 2:34.19        | 26             |
| Angeline Blackburn Bendere Oboya(S) Kendra Hubbard(S) Ellie Beer(S) Anneliese Rubie-Renshaw(S) | 4x400 m             | 3.30,61  | 7      | n.v.t.      | n.v.t.      | n.v.t.         | n.v.t.         | niet geplaatst | niet geplaatst |

Technische nummers
| atlete            | onderdeel            | kwalificaties | kwalificaties | finale         | finale         |
| atlete            | onderdeel            | afstand       | rang          | afstand        | rang           |
| ----------------- | -------------------- | ------------- | ------------- | -------------- | -------------- |
| Dani Stevens      | discuswerpen         | 58,77         | 22            | niet geplaatst | niet geplaatst |
| Eleanor Patterson | hoogspringen         | 1,95          | 6 Q           | 1,96           | 5              |
| Nicola McDermott  | hoogspringen         | 1,95          | =1 Q          | 2,02 OC        | Zilver         |
| Nina Kennedy      | polsstokhoogspringen | 4,40          | 22            | niet geplaatst | niet geplaatst |
| Elisabeth Parnov  | polsstokhoogspringen | 4,25          | 24            | niet geplaatst | niet geplaatst |
| Kelsey-Lee Barber | speerwerpen          | 62,59         | 3 q           | 64,56          | Brons          |
| Mackenzie Little  | speerwerpen          | 62,37         | 4 q           | 59,96          | 8              |
| Kathryn Mitchell  | speerwerpen          | 61,85         | 10 q          | 61,82          | 6              |
| Brooke Stratton   | verspringen          | 6,60          | 12 q          | 6,83           | 7              |

### Badminton
Vrouwen
| atleet                           | onderdeel  | groepsfase                        | groepsfase                       | groepsfase                                        | groepsfase | eliminatie           | kwartfinale          | halve finale         | finale / BM          | finale / BM |
| atleet                           | onderdeel  | tegenstander uitslag              | tegenstander uitslag             | tegenstander uitslag                              | rang       | tegenstander uitslag | tegenstander uitslag | tegenstander uitslag | tegenstander uitslag | rang        |
| -------------------------------- | ---------- | --------------------------------- | -------------------------------- | ------------------------------------------------- | ---------- | -------------------- | -------------------- | -------------------- | -------------------- | ----------- |
| Wendy Chen                       | enkelspel  | M Blichfeldt V (7–21, 14–21)      | L Zechiri W (21-16, 20-22, 21-8) | n.v.t.                                            | 2          | niet geplaatst       | niet geplaatst       | niet geplaatst       | niet geplaatst       | 15          |
| Setyana Mapasa Groyna Somerville | dubbelspel | Lee S-h / Shin S-c V (9-21, 6-21) | Du Y / Li Y V (9–21, 12–21)      | M Fruergaard / S Thygesen W (21-19, 13-21, 21-12) | 3          | n.v.t.               | niet geplaatst       | niet geplaatst       | niet geplaatst       | 9           |

Gemengd
| atleet                         | onderdeel  | groepsfase                                        | groepsfase                               | groepsfase                              | groepsfase | eliminatie           | kwartfinale          | halve finale         | finale / BM          | finale / BM |
| atleet                         | onderdeel  | tegenstander uitslag                              | tegenstander uitslag                     | tegenstander uitslag                    | rang       | tegenstander uitslag | tegenstander uitslag | tegenstander uitslag | tegenstander uitslag | rang        |
| ------------------------------ | ---------- | ------------------------------------------------- | ---------------------------------------- | --------------------------------------- | ---------- | -------------------- | -------------------- | -------------------- | -------------------- | ----------- |
| Simon Leung Gronya Sommerville | dubbelspel | P Jordan / M D Oktavianti V (22-20, 17-21, 13-21) | Y Watanabe / A Higashino V (7-21, 15-21) | M Christiansen / A Bøje V (6–21, 14–21) | 4          | n.v.t.               | niet geplaatst       | niet geplaatst       | niet geplaatst       | 9           |

### Basketbal

#### Team
Mannen
| Olympiër | Discipline | Resultaat | Prestatie |
| --- | ---------- | --------- | --------- |
| Jock Landale Dante Exum Nick Kay Duop Reath Matisse Thybulle Patrick Mills Chris Goulding Aron Baynes Josh Green Nathan Sobey Joe Ingles Matthew Dellavedova | mannen     | Brons     | zie onder |

| Groep |           |             |             |             |             |            |            |            |        |
| #     | Land      | Wedstrijden | Wedstrijden | Wedstrijden | Wedstrijden | Doelpunten | Doelpunten | Doelpunten | Punten |
| #     | Land      | GW          | W           | G           | V           | V          | T          | Saldo      | Punten |
| 1     | Australië | 3           | 3           | 0           | 0           | 259        | 224        | +35        | 6      |
| 2     | Italië    | 3           | 2           | 0           | 1           | 255        | 239        | +26        | 4      |
| 3     | Duitsland | 3           | 1           | 0           | 2           | 257        | 273        | -16        | 2      |
| 4     | Nigeria   | 3           | 0           | 0           | 3           | 228        | 263        | -35        | 0      |

| Ronde          | Datum           | Lokale tijd | MEZT      | Land             | Score     | Land       |  |
| -------------- | --------------- | ----------- | --------- | ---------------- | --------- | ---------- |  |
| groepsfase     |                 |             |           |                  |           |            |  |
| 25 juli 2021   | 17:20           | 10:20       | Australië | 84 - 67          | Nigeria   |            |  |
| 28 juli 2021   | 17:20           | 10:20       | Australië | 86 - 83          | Italië    |            |  |
| 31 juli 2021   | 17:20           | 10:20       | Australië | 89 - 76          | Duitsland |            |  |
|                |                 |             |           |                  |           |            |  |
| kwartfinale    | 3 augustus 2021 | 21:00       | 14:00     | Australië        | 97 - 59   | Argentinië |  |
|                |                 |             |           |                  |           |            |  |
| halve finale   | 5 augustus 2021 | 13:15       | 06:15     | Verenigde Staten | 97 - 78   | Australië  |  |
|                |                 |             |           |                  |           |            |  |
| bronzen finale | 7 augustus 2021 | 20:00       | 13:00     | Australië        | 107 - 93  | Slovenië   |  |

Vrouwen
| Olympiër | Discipline | Resultaat | Prestatie |
| --- | ---------- | --------- | --------- |
| Alanna Smith Leilani Mitchell Eziyoda Magbegor Cayla Francis Jenna O'Hea Sara Blicavs Rebecca Allen Marianna Tolo Stephanie Talbot Katie-Rae Ebzery Tess Madgen Tessa Lavey | vrouwen    | 8         | zie onder |

| Groep |             |             |             |             |             |            |            |            |        |
| #     | Land        | Wedstrijden | Wedstrijden | Wedstrijden | Wedstrijden | Doelpunten | Doelpunten | Doelpunten | Punten |
| #     | Land        | GW          | W           | G           | V           | V          | T          | Saldo      | Punten |
| 1     | China       | 3           | 3           | 0           | 0           | 247        | 191        | +56        | 6      |
| 2     | België      | 3           | 2           | 0           | 1           | 234        | 196        | +38        | 5      |
| 3     | Australië   | 3           | 1           | 0           | 2           | 240        | 230        | +10        | 4      |
| 4     | Puerto Rico | 3           | 0           | 0           | 3           | 176        | 280        | -104       | 3      |

| Ronde           | Datum           | Lokale tijd    | MEZT           | Land             | Score          | Land           |  |
| --------------- | --------------- | -------------- | -------------- | ---------------- | -------------- | -------------- |  |
| groepsfase      |                 |                |                |                  |                |                |  |
| 27 juli 2021    | 17:20           | 10:20          | Australië      | 70 - 85          | België         |                |  |
| 30 juli 2021    | 21:00           | 14:00          | China          | 76 - 74          | Australië      |                |  |
| 2 augustus 2021 | 21:00           | 14:00          | Australië      | 96 - 69          | Puerto Rico    |                |  |
|                 |                 |                |                |                  |                |                |  |
| kwartfinale     | 4 augustus 2021 | 13:40          | 06:40          | Verenigde Staten | 79 - 55        | Australië      |  |
|                 |                 |                |                |                  |                |                |  |
| halve finale    | niet geplaatst  | niet geplaatst | niet geplaatst | niet geplaatst   | niet geplaatst | niet geplaatst |  |
|                 |                 |                |                |                  |                |                |  |
| finale          | niet geplaatst  | niet geplaatst | niet geplaatst | niet geplaatst   | niet geplaatst | niet geplaatst |  |

### Boksen
Mannen
| atleet        | onderdeel        | eerste ronde         | tweede ronde         | kwartfinale          | halve finale         | finale               | finale         |
| atleet        | onderdeel        | tegenstander uitslag | tegenstander uitslag | tegenstander uitslag | tegenstander uitslag | tegenstander uitslag | rang           |
| ------------- | ---------------- | -------------------- | -------------------- | -------------------- | -------------------- | -------------------- | -------------- |
| Alex Winwood  | vlieggewicht     | Chinyemba V 1-4      | niet geplaatst       | niet geplaatst       | niet geplaatst       | niet geplaatst       | niet geplaatst |
| Harry Garside | lichtgewicht     | Ume W 5-0            | Jonas W 5-0          | Safiullin W 3-2      | Cruz Goméz V 0-5     | niet geplaatst       | Brons          |
| Paulo Aokuso  | halfzwaargewicht | bye                  | Jalidov V 2-3        | niet geplaatst       | niet geplaatst       | niet geplaatst       | niet geplaatst |

Vrouwen
| atlete         | onderdeel     | eerste ronde         | tweede ronde         | kwartfinale          | halve finale         | finale               | finale         |
| atlete         | onderdeel     | tegenstander uitslag | tegenstander uitslag | tegenstander uitslag | tegenstander uitslag | tegenstander uitslag | rang           |
| -------------- | ------------- | -------------------- | -------------------- | -------------------- | -------------------- | -------------------- | -------------- |
| Skye Nicolson  | vedergewicht  | bye                  | Im A-j W 4-1         | Artingstall V 2-3    | niet geplaatst       | niet geplaatst       | niet geplaatst |
| Caitlin Parker | middengewicht | n.v.t.               | Bylon V 0-5          | niet geplaatst       | niet geplaatst       | niet geplaatst       | niet geplaatst |

### Boogschieten
Mannen
| atleet                               | onderdeel   | plaatsingsronde | plaatsingsronde | eerste ronde           | tweede ronde         | derde ronde          | kwartfinale          | halve finale         | finale / BM          | finale / BM |
| atleet                               | onderdeel   | score           | rang            | tegenstander uitslag   | tegenstander uitslag | tegenstander uitslag | tegenstander uitslag | tegenstander uitslag | tegenstander uitslag | rang        |
| ------------------------------------ | ----------- | --------------- | --------------- | ---------------------- | -------------------- | -------------------- | -------------------- | -------------------- | -------------------- | ----------- |
| Taylor Worth                         | individueel | 651             | 39              | A Prastyadi W 6 – 0    | Wei S W 6 – 4        | M Gazoz V 1 – 7      | niet geplaatst       | niet geplaatst       | niet geplaatst       | 9           |
| Ryan Tyack                           | individueel | 650             | 42              | N D'Amour W 6 – 5      | M Gazoz V 3 – 7      | niet geplaatst       | niet geplaatst       | niet geplaatst       | niet geplaatst       | 17          |
| David Barnes                         | individueel | 648             | 50              | R E Agatha V 1 – 7     | niet geplaatst       | niet geplaatst       | niet geplaatst       | niet geplaatst       | niet geplaatst       | 33          |
| Taylor Worth Ryan Tyack David Barnes | team        | 1949            | 11              | Chinees Taipei V 4 – 5 | n.v.t.               | n.v.t.               | niet geplaatst       | niet geplaatst       | niet geplaatst       | 9           |

Vrouwen
| atleet       | onderdeel   | plaatsingsronde | plaatsingsronde | eerste ronde         | tweede ronde         | derde ronde          | kwartfinale          | halve finale         | finale / BM          | finale / BM |
| atleet       | onderdeel   | score           | rang            | tegenstander uitslag | tegenstander uitslag | tegenstander uitslag | tegenstander uitslag | tegenstander uitslag | tegenstander uitslag | rang        |
| ------------ | ----------- | --------------- | --------------- | -------------------- | -------------------- | -------------------- | -------------------- | -------------------- | -------------------- | ----------- |
| Alice Ingley | individueel | 616             | 57              | K Perova V 1 – 7     | niet geplaatst       | niet geplaatst       | niet geplaatst       | niet geplaatst       | niet geplaatst       | 33          |

Gemengd
| atlete                    | onderdeel | plaatsingsronde | plaatsingsronde | eerste ronde         | kwartfinale          | halve finale         | finale / BM          | finale / BM    |
| atlete                    | onderdeel | score           | rang            | tegenstander uitslag | tegenstander uitslag | tegenstander uitslag | tegenstander uitslag | rang           |
| ------------------------- | --------- | --------------- | --------------- | -------------------- | -------------------- | -------------------- | -------------------- | -------------- |
| Taylor Worth Alice Ingley | team      | 1267            | 25              | niet geplaatst       | niet geplaatst       | niet geplaatst       | niet geplaatst       | niet geplaatst |

### Gewichtheffen
Mannen
| atleet           | onderdeel | trekken | trekken | stoten | stoten | totaal | rang |
| atleet           | onderdeel | score   | rang    | score  | rang   | totaal | rang |
| ---------------- | --------- | ------- | ------- | ------ | ------ | ------ | ---- |
| Brandon Wakeling | -73 kg    | 125     | 14      | 166    | 12     | 291    | 13   |
| Matthew Lydement | -109 kg   | 158     | 12      | 180    | 12     | 338    | 12   |

Vrouwen
| atlete                | onderdeel | trekken | trekken | stoten | stoten | totaal | rang |
| atlete                | onderdeel | score   | rang    | score  | rang   | totaal | rang |
| --------------------- | --------- | ------- | ------- | ------ | ------ | ------ | ---- |
| Erika Yamasaki        | -59 kg    | 75      | 12      | 95     | 12     | 170    | 12   |
| Kiana Elliot          | -64 kg    | 101     | 5       | 108    | 12     | 209    | 11   |
| Charisma Amoe-Tarrant | +87 kg    | 1015    | 7       | 138    | 6      | 243    | 6    |

### Golf
Mannen
| atleet        | onderdeel | eerste ronde | tweede ronde | derde ronde | vierde ronde | totaal | totaal | totaal |
| atleet        | onderdeel | score        | score        | score       | score        | score  | par    | rang   |
| ------------- | --------- | ------------ | ------------ | ----------- | ------------ | ------ | ------ | ------ |
| Marc Leishman | mannen    | 70           | 71           | 72          | 69           | 282    | -2     | 51     |
| Cameron Smith | mannen    | 71           | 67           | 66          | 66           | 270    | -14    | 10     |

Vrouwen
| atlete       | onderdeel | eerste ronde | tweede ronde | derde ronde | vierde ronde | totaal | totaal | totaal |
| atlete       | onderdeel | score        | score        | score       | score        | score  | par    | rang   |
| ------------ | --------- | ------------ | ------------ | ----------- | ------------ | ------ | ------ | ------ |
| Hannah Green | vrouwen   | 71           | 65           | 67          | 68           | 271    | -13    | 5      |
| Minjee Lee   | vrouwen   | 71           | 68           | 73          | 68           | 280    | -4     | 29     |

### Gymnastiek

#### Turnen
Mannen
| atleet     | toestel | kwalificaties | kwalificaties | finale         | finale         |
| atleet     | toestel | score         | rang          | score          | rang           |
| ---------- | ------- | ------------- | ------------- | -------------- | -------------- |
| Tyson Bull | brug    | 13,566        | 54            | niet geplaatst | niet geplaatst |
| Tyson Bull | rekstok | 14,433        | 7 Q           | 12,566         | 5              |

Vrouwen
| atlete          | onderdeel | kwalificatie | kwalificatie | kwalificatie | kwalificatie | kwalificatie | kwalificatie | finale         | finale         | finale         | finale         | finale         | finale         |
| atlete          | onderdeel | toestel      | toestel      | toestel      | toestel      | totaal       | positie      | toestel        | toestel        | toestel        | toestel        | totaal         | positie        |
| atlete          | onderdeel | sprong       | brug         | balk         | vloer        | totaal       | positie      | sprong         | brug           | balk           | vloer          | totaal         | positie        |
| --------------- | --------- | ------------ | ------------ | ------------ | ------------ | ------------ | ------------ | -------------- | -------------- | -------------- | -------------- | -------------- | -------------- |
| Georgia Godwin  | meerkamp  | 13,766       | 13,033       | 12,900       | 13,166       | 52,865       | 37           | niet geplaatst | niet geplaatst | niet geplaatst | niet geplaatst | niet geplaatst | niet geplaatst |
| Emily Whitehead | meerkamp  | 14,000       | 13,066       | 12,666       | 12,566       | 52,298       | 44           | niet geplaatst | niet geplaatst | niet geplaatst | niet geplaatst | niet geplaatst | niet geplaatst |

#### Ritmisch
Individueel
| atlete           | onderdeel   | kwalificatie | kwalificatie | kwalificatie | kwalificatie | kwalificatie | kwalificatie | finale         | finale         | finale         | finale         | finale         | finale         |
| atlete           | onderdeel   | hoepel       | bal          | knotsen      | lint         | totaal       | rang         | hoepel         | bal            | knotsen        | lint           | totaal         | rang           |
| ---------------- | ----------- | ------------ | ------------ | ------------ | ------------ | ------------ | ------------ | -------------- | -------------- | -------------- | -------------- | -------------- | -------------- |
| Lidiia Iakovleva | individueel | 20,600       | 19,800       | 22,325       | 16,050       | 78,775       | 23           | niet geplaatst | niet geplaatst | niet geplaatst | niet geplaatst | niet geplaatst | niet geplaatst |

Team
| atlete                                                                       | onderdeel | kwalificatie | kwalificatie         | kwalificatie | kwalificatie | finale         | finale               | finale         | finale         |
| atlete                                                                       | onderdeel | 5 linten     | 3 knotsen, 2 hoepels | totaal       | rang         | 5 linten       | 3 knotsen, 2 hoepels | totaal         | rang           |
| ---------------------------------------------------------------------------- | --------- | ------------ | -------------------- | ------------ | ------------ | -------------- | -------------------- | -------------- | -------------- |
| Emily Abbot Alexandra Aristoteli Alannah Mathews Himeka Onoda Felicity White | team      | 20,850       | 19,500               | 40,350       | 14           | niet geplaatst | niet geplaatst       | niet geplaatst | niet geplaatst |

#### Trampoline
Mannen
| atleet         | onderdeel  | kwalificaties  | kwalificaties  | kwalificaties | kwalificaties | finale | finale |
| atleet         | onderdeel  | eerste routine | tweede routine | totaal        | rang          | score  | rang   |
| -------------- | ---------- | -------------- | -------------- | ------------- | ------------- | ------ | ------ |
| Dominic Clarke | trampoline | 52,130         | 59,550         | 111,680       | 4 Q           | 24,955 | 8      |

Vrouwen
| atlete            | onderdeel  | kwalificaties  | kwalificaties  | kwalificaties | kwalificaties | finale         | finale         |
| atlete            | onderdeel  | eerste routine | tweede routine | totaal        | rang          | score          | rang           |
| ----------------- | ---------- | -------------- | -------------- | ------------- | ------------- | -------------- | -------------- |
| Jessica Pickering | trampoline | 17,840         | 16,350         | 34,190        | 16            | niet geplaatst | niet geplaatst |

### Hockey
Mannen
| Olympiër | Onderdeel | Resultaat | Prestatie |
| --- | --------- | --------- | --------- |
| Tom Wickman Flynn Ogilvie Andrew Charter Joshua Beltz Matt Dawson Blake Govers Eddie Ockenden Tim Howard Joshua Simmonds Aran Zalewski Dylan Martin Jeremy Hayward Daniel Beale Lachlan Sharp Jacob Whetton Timothy Brand | mannen    | Zilver    | zie onder |

| Groep |               |             |             |             |             |            |            |            |        |
| #     | Land          | Wedstrijden | Wedstrijden | Wedstrijden | Wedstrijden | Doelpunten | Doelpunten | Doelpunten | Punten |
| #     | Land          | GW          | W           | G           | V           | V          | T          | Saldo      | Punten |
| 1     | Australië     | 5           | 4           | 1           | 0           | 22         | 9          | +13        | 13     |
| 2     | India         | 5           | 4           | 0           | 1           | 15         | 13         | +2         | 12     |
| 3     | Argentinië    | 5           | 2           | 1           | 2           | 10         | 11         | -1         | 7      |
| 4     | Spanje        | 5           | 1           | 2           | 2           | 9          | 10         | -1         | 5      |
| 5     | Nieuw-Zeeland | 5           | 1           | 1           | 3           | 11         | 16         | -5         | 4      |
| 6     | Japan         | 5           | 0           | 1           | 4           | 10         | 18         | -8         | 1      |

| Ronde        | Datum      | Lokale tijd | MEZT      | Land      | Score         | Land      |  |
| ------------ | ---------- | ----------- | --------- | --------- | ------------- | --------- |  |
| groepsfase   |            |             |           |           |               |           |  |
| 24 juli      | 09:30      | 02:30       | Australië | 5 - 3     | Japan         |           |  |
| 25 juli      | 18:30      | 11:30       | Australië | 7 - 1     | India         |           |  |
| 27 juli      | 09:30      | 02:30       | Australië | 5 - 2     | Argentinië    |           |  |
| 28 juli      | 21:15      | 14:15       | Australië | 4- 2      | Nieuw-Zeeland |           |  |
| 30 juli      | 10:00      | 03:00       | Australië | 1 - 1     | Spanje        |           |  |
|              |            |             |           |           |               |           |  |
| kwartfinale  | 1 augustus | 12:00       | 05:00     | Australië | 2 - 2 (3 - 0) | Nederland |  |
|              |            |             |           |           |               |           |  |
| halve finale | 3 augustus | 19:00       | 12:00     | Australië | 3 - 1         | Duitsland |  |
|              |            |             |           |           |               |           |  |
| finale       | 5 augustus | 19:00       | 12:00     | België    | 1 - 1 (3 - 2) | Australië |  |

Vrouwen
| Olympiër | Onderdeel | Resultaat   | Prestatie |
| --- | --------- | ----------- | --------- |
| Karri Sommerville Kaitlin Nobbs Edwina Bone Amy Lawton Madison Fitzpatrick Jane Claxton Stephanie Kershaw Greta Hayes Kate Jenner Rachael Lynch Grace Stewart Ambrosia Malone Brooke Peris Emily Smith Renee Taylor Savanah Fitzpatrick | vrouwen   | kwartfinale | zie onder |

| Groep |               |             |             |             |             |            |            |            |        |
| #     | Land          | Wedstrijden | Wedstrijden | Wedstrijden | Wedstrijden | Doelpunten | Doelpunten | Doelpunten | Punten |
| #     | Land          | GW          | W           | G           | V           | V          | T          | Saldo      | Punten |
| 1     | Australië     | 5           | 5           | 0           | 0           | 13         | 1          | +12        | 15     |
| 2     | Spanje        | 5           | 3           | 0           | 2           | 9          | 8          | +1         | 9      |
| 3     | Argentinië    | 5           | 3           | 0           | 2           | 8          | 8          | 0          | 9      |
| 4     | Nieuw-Zeeland | 5           | 2           | 0           | 3           | 8          | 7          | +1         | 6      |
| 5     | China         | 5           | 2           | 0           | 3           | 9          | 16         | -7         | 6      |
| 6     | Japan         | 5           | 0           | 0           | 5           | 6          | 13         | -7         | 0      |

| Ronde        | Datum          | Lokale tijd    | MEZT           | Land           | Score          | Land           |  |
| ------------ | -------------- | -------------- | -------------- | -------------- | -------------- | -------------- |  |
| groepsfase   |                |                |                |                |                |                |  |
| 25 juli      | 10:00          | 03:00          | Australië      | 3 - 1          | Spanje         |                |  |
| 26 juli      | 12:15          | 05:15          | Australië      | 6 - 0          | China          |                |  |
| 28 juli      | 18:30          | 11:30          | Australië      | 1 - 0          | Japan          |                |  |
| 29 juli      | 21:15          | 14:15          | Australië      | 1 - 0          | Nieuw-Zeeland  |                |  |
| 31 juli      | 11:45          | 04:45          | Australië      | 2 - 0          | Argentinië     |                |  |
|              |                |                |                |                |                |                |  |
| kwartfinale  | 2 augustus     | 12:00          | 05:00          | India          | 1 - 0          | Australië      |  |
|              |                |                |                |                |                |                |  |
| halve finale | niet geplaatst | niet geplaatst | niet geplaatst | niet geplaatst | niet geplaatst | niet geplaatst |  |
|              |                |                |                |                |                |                |  |
| finale       | niet geplaatst | niet geplaatst | niet geplaatst | niet geplaatst | niet geplaatst | niet geplaatst |  |

### Judo
Mannen
| atleet      | onderdeel | eerste ronde         | tweede ronde         | derde ronde          | kwartfinale          | halve finale         | herkansing           | finale / BM          | finale / BM    |
| atleet      | onderdeel | tegenstander uitslag | tegenstander uitslag | tegenstander uitslag | tegenstander uitslag | tegenstander uitslag | tegenstander uitslag | tegenstander uitslag | rang           |
| ----------- | --------- | -------------------- | -------------------- | -------------------- | -------------------- | -------------------- | -------------------- | -------------------- | -------------- |
| Nathan Katz | −66 kg    | n.v.t.               | Postigos W 102–001   | Shmailov V 000–010   | niet geplaatst       | niet geplaatst       | niet geplaatst       | niet geplaatst       | niet geplaatst |

Vrouwen
| atlete            | onderdeel | eerste ronde         | tweede ronde         | derde ronde           | kwartfinale          | halve finale         | herkansing           | finale / BM          | finale / BM    |
| atlete            | onderdeel | tegenstander uitslag | tegenstander uitslag | tegenstander uitslag  | tegenstander uitslag | tegenstander uitslag | tegenstander uitslag | tegenstander uitslag | rang           |
| ----------------- | --------- | -------------------- | -------------------- | --------------------- | -------------------- | -------------------- | -------------------- | -------------------- | -------------- |
| Katharina Haecker | −63 kg    | n.v.t.               | Sharir W 102–003     | Franssen V 000–102    | niet geplaatst       | niet geplaatst       | niet geplaatst       | niet geplaatst       | niet geplaatst |
| Aoife Coughlan    | −70 kg    | n.v.t.               | Biribo W 100–001     | Scoccimarro V 000–100 | niet geplaatst       | niet geplaatst       | niet geplaatst       | niet geplaatst       | niet geplaatst |

### Kanovaren
Mannen
Slalom
| atleet         | onderdeel  | series | series | series | series | series    | series | halve finale | halve finale | finale | finale |
| atleet         | onderdeel  | run 1  | rang   | run 2  | rang   | beste run | rang   | tijd         | rang         | tijd   | rang   |
| -------------- | ---------- | ------ | ------ | ------ | ------ | --------- | ------ | ------------ | ------------ | ------ | ------ |
| Daniel Watkins | C-1 slalom | 158,43 | 16     | 103,07 | 8      | 103.07    | 10 Q   | 101,28       | 2 Q          | 108,18 | 9      |
| Lucien Delfour | K-1 slalom | 91,10  | 2      | 91,12  | 3      | 91.10     | 3 Q    | 97,52        | 6 Q          | 102,33 | 8      |

Sprint
| atleet                                                    | onderdeel  | series   | series | kwartfinale | kwartfinale | halve finale | halve finale | finale   | finale |
| atleet                                                    | onderdeel  | tijd     | rang   | tijd        | rang        | tijd         | rang         | tijd     | rang   |
| --------------------------------------------------------- | ---------- | -------- | ------ | ----------- | ----------- | ------------ | ------------ | -------- | ------ |
| Thomas Green                                              | K-1 1000 m | 3.39,492 | 2 HF   | bye         | bye         | 3.24,612     | 3 FA         | 3.28,360 | 7      |
| Jean van der Westhuyzen                                   | K-1 1000 m | 3.46,186 | 3 KF   | 3.46,104    | 1 HF        | 3.28,287     | 8 FB         | 3.26,955 | 11     |
| Riley Fitzsimmons Jordan Wood                             | K-2 1000 m | 3.18,453 | 3 KF   | 3.10,619    | 1 HF        | 3.21,860     | 6 FB         | 3.24,757 | 13     |
| Thomas Green Jean van der Westhuyzen                      | K-2 1000 m | 3.08,773 | 1 HF   | bye         | bye         | 3.17,077     | 1 FA         | 3.15,280 | Goud   |
| Riley Fitzsimmons Murray Stewart Lachlan Tame Jordan Wood | K-4 500 m  | 1.22,662 | 2 HF   | n.v.t.      | n.v.t.      | 1.24,868     | 2 FA         | 1.25,025 | 6      |

Vrouwen
Slalom
| atlete      | onderdeel  | series | series | series | series | series    | series | halve finale | halve finale | finale | finale |
| atlete      | onderdeel  | run 1  | rang   | run 2  | rang   | beste run | rang   | tijd         | rang         | tijd   | rang   |
| ----------- | ---------- | ------ | ------ | ------ | ------ | --------- | ------ | ------------ | ------------ | ------ | ------ |
| Jessica Fox | C-1 slalom | 109,96 | 2      | 110,93 | 5      | 109,96    | 5 Q    | 110,59       | 1 Q          | 105,04 | Goud   |
| Jessica Fox | K-1 slalom | 104,05 | 2      | 98,46  | 1      | 98,46     | 1 Q    | 105,85       | 1 Q          | 106,73 | Brons  |

Sprint
| atlete                                                             | onderdeel | series   | series | kwartfinale | kwartfinale | halve finale   | halve finale   | finale         | finale         |
| atlete                                                             | onderdeel | tijd     | rang   | tijd        | rang        | tijd           | rang           | tijd           | rang           |
| ------------------------------------------------------------------ | --------- | -------- | ------ | ----------- | ----------- | -------------- | -------------- | -------------- | -------------- |
| Josephine Bulmer                                                   | C-1 200 m | 53,354   | 6 KF   | 51,474      | 7           | niet geplaatst | niet geplaatst | niet geplaatst | niet geplaatst |
| Bernadette Wallace                                                 | C-1 200 m | 48,209   | 5 KF   | 48,330      | 4           | niet geplaatst | niet geplaatst | niet geplaatst | niet geplaatst |
| Josephine Bulmer Bernadette Wallace                                | C-2 500 m | 2.11,322 | 7 KF   | 2.11,180    | 5 FB        | n.v.t.         | n.v.t.         | 2.05,698       | 13             |
| Alyssa Bull                                                        | K-1 500 m | 1.49,416 | 3 HF   | bye         | bye         | 1.54,038       | 4 FB           | 1.56,799       | 16             |
| Alyce Wood                                                         | K-1 500 m | 1.48,572 | 2 HF   | bye         | bye         | 1.53,079       | 2 FA           | 1.57,251       | 8              |
| Jo Brigden-Jones Jaime Roberts                                     | K-2 500 m | 1.52,097 | 5 KF   | 1.50,325    | 4 HF        | 1.42,092       | 8 FB           | 1.41,073       | 13             |
| Alyssa Bull Alyce Wood                                             | K-2 500 m | 1.45,499 | 3 KF   | 1.47,057    | 2 HF        | 1.37,109       | 2 FA           | 1.37,412       | 5              |
| Jo Brigden-Jones Catherine McArthur Shannon Reynolds Jaime Roberts | K-4 500 m | 1.37,407 | 4 KF   | 1.37,601    | 5 HF        | 1.38,170       | 4 FA           | 1.39,797       | 7              |

Legenda: FA=finale A (medailles); FB=finale B (geen medailles); HF=halve finale KF=kwartfinale

### Karate
Mannen
| atleet          | onderdeel | groepsfase           | groepsfase           | groepsfase           | groepsfase           | groepsfase | halve finale         | finale               | finale         |
| atleet          | onderdeel | tegenstander uitslag | tegenstander uitslag | tegenstander uitslag | tegenstander uitslag | rang       | tegenstander uitslag | tegenstander uitslag | rang           |
| --------------- | --------- | -------------------- | -------------------- | -------------------- | -------------------- | ---------- | -------------------- | -------------------- | -------------- |
| Tsuneari Yahiro | −75 kg    | Azhikanov V 3–6      | Busà V 0–5           | Aghayev V 0–5        | Bitsch V 3–8         | 5          | niet geplaatst       | niet geplaatst       | niet geplaatst |

### Moderne vijfkamp
Mannen
| atleet        | onderdeel | schermen (degen) | schermen (degen) | schermen (degen) | schermen (degen) | zwemmen (200 m vrije slag) | zwemmen (200 m vrije slag) | zwemmen (200 m vrije slag) | paardrijden (springen) | paardrijden (springen) | paardrijden (springen) | combinatie: schieten/lopen (10 m luchtpistool)/(3200 m) | combinatie: schieten/lopen (10 m luchtpistool)/(3200 m) | combinatie: schieten/lopen (10 m luchtpistool)/(3200 m) | totaal punten | rang |
| atleet        | onderdeel | RR               | BR               | rang             | punten           | tijd                       | rang                       | punten                     | strafpunten            | rang                   | punten                 | tijd                                                    | rang                                                    | punten                                                  | totaal punten | rang |
| ------------- | --------- | ---------------- | ---------------- | ---------------- | ---------------- | -------------------------- | -------------------------- | -------------------------- | ---------------------- | ---------------------- | ---------------------- | ------------------------------------------------------- | ------------------------------------------------------- | ------------------------------------------------------- | ------------- | ---- |
| Edward Fernon | mannen    | 9-26             | 3                | 35               | 157              | 2.10,85                    | 36                         | 289                        | 12                     | 12                     | 288                    | 12.05,89                                                | 34                                                      | 575                                                     | 1309          | 31   |

Vrouwen
| atlete         | onderdeel | schermen (degen) | schermen (degen) | schermen (degen) | schermen (degen) | zwemmen (200 m vrije slag) | zwemmen (200 m vrije slag) | zwemmen (200 m vrije slag) | paardrijden (springen) | paardrijden (springen) | paardrijden (springen) | combinatie: schieten/lopen (10 m luchtpistool)/(3200 m) | combinatie: schieten/lopen (10 m luchtpistool)/(3200 m) | combinatie: schieten/lopen (10 m luchtpistool)/(3200 m) | totaal punten | rang |
| atlete         | onderdeel | RR               | BR               | rang             | punten           | tijd                       | rang                       | punten                     | strafpunten            | rang                   | punten                 | tijd                                                    | rang                                                    | punten                                                  | totaal punten | rang |
| -------------- | --------- | ---------------- | ---------------- | ---------------- | ---------------- | -------------------------- | -------------------------- | -------------------------- | ---------------------- | ---------------------- | ---------------------- | ------------------------------------------------------- | ------------------------------------------------------- | ------------------------------------------------------- | ------------- | ---- |
| Marina Carrier | vrouwen   | 18-17            | 0                | 18               | 208              | 2.17,35                    | 27                         | 276                        | 4                      | 3                      | 296                    | 13.43,86                                                | 34                                                      | 477                                                     | 1257          | 27   |

### Paardensport
Bij de Wereldruiterspelen, die in september 2018 plaatsvonden in het door het orkaanseizoen geteisterde Tryon, North Carolina, plaatste het Australische eventingteam zich voor de Olympische Spelen. In de landenwedstrijd werd Australië zesde, waar de beste zes landen zich kwalificeerden. Vassily de Lassos behaalde de beste individuele score (29,8 strafpunten, vierde). De Australische dressuurploeg plaatste zich eveneens voor de Spelen als enige deelnemend land aan groep G van de Wereldspelen uit Oceanië of Zuidoost-Azië, daar het hoogst geklasseerde Japan als gastland al verzekerd was van quotaplaatsen. De springruiters dwongen plaatsing af door bij de zes beste landen te eindigen. Ruiter Rowan Willis behaalde het beste individuele resultaat: hij eindigde als twaalfde.

#### Dressuur
| ruiter                               | paard         | onderdeel   | Grand Prix | Grand Prix | Grand Prix Special | Grand Prix Special | Grand Prix Freestyle | Grand Prix Freestyle | totaal         | totaal         |
| ruiter                               | paard         | onderdeel   | score      | rang       | score              | rang               | technisch            | artistiek            | uitslag        | rang           |
| ------------------------------------ | ------------- | ----------- | ---------- | ---------- | ------------------ | ------------------ | -------------------- | -------------------- | -------------- | -------------- |
| Mary Hanna                           | Calanta       | individueel | 67,981     | 40         | n.v.t.             | n.v.t.             | niet geplaatst       | niet geplaatst       | niet geplaatst | niet geplaatst |
| Simone Pearce                        | Destano       | individueel | 68,494     | 36         | n.v.t.             | n.v.t.             | niet geplaatst       | niet geplaatst       | niet geplaatst | niet geplaatst |
| Kelly Layne                          | Samhitas      | individueel | 58,354     | 57         | n.v.t.             | n.v.t.             | niet geplaatst       | niet geplaatst       | niet geplaatst | niet geplaatst |
| Mary Hanna Simone Pearce Kelly Layne | zie hierboven | team        | 6273,5     | 12         | niet geplaatst     | niet geplaatst     | n.v.t.               | n.v.t.               | niet geplaatst | niet geplaatst |

#### Eventing
| ruiter                            | paard             | onderdeel   | dressuur    | dressuur | cross-country | cross-country | cross-country | springen     | springen     | springen     | springen    | springen | springen | totaal      | totaal |
| ruiter                            | paard             | onderdeel   | dressuur    | dressuur | cross-country | cross-country | cross-country | kwalificatie | kwalificatie | kwalificatie | finale      | finale   | finale   | totaal      | totaal |
| ruiter                            | paard             | onderdeel   | strafpunten | rang     | strafpunten   | totaal        | rang          | strafpunten  | totaal       | rang         | strafpunten | totaal   | rang     | strafpunten | rang   |
| --------------------------------- | ----------------- | ----------- | ----------- | -------- | ------------- | ------------- | ------------- | ------------ | ------------ | ------------ | ----------- | -------- | -------- | ----------- | ------ |
| Andrew Hoy                        | Vassily de Lassos | individueel | 29,60       | 13       | 0,00          | 29,60         | 7             | 0,00         | 29,60        | 4            | 0,00        | 29,60    | 3        | 29,60       | Brons  |
| Shane Rose                        | Virgil            | individueel | 31,70       | 24       | 0,00          | 31,70         | 9             | 4,00         | 35,70        | 12           | 4,00        | 39,70    | 10       | 39,70       | 10     |
| Kevin McNab                       | Don Quidam        | individueel | 32,10       | 25       | 2,80          | 34,90         | 15            | 0,00         | 34,90        | 11           | 12,00       | 46,90    | 14       | 46,90       | 14     |
| Andrew Hoy Kevin McNab Shane Rose | zie hierboven     | team        | 93,40       | 6        | 2,80          | 96,20         | 2             | 4,00         | 100,20       | 2            | n.v.t.      | n.v.t.   | n.v.t.   | 100,20      | Zilver |

#### Springen
| ruiter                | paard              | onderdeel   | kwalificatie | kwalificatie | finale         | finale         | totaal         | totaal         |
| ruiter                | paard              | onderdeel   | strafpunten  | rang         | strafpunten    | rang           | strafpunten    | rang           |
| --------------------- | ------------------ | ----------- | ------------ | ------------ | -------------- | -------------- | -------------- | -------------- |
| Katie Laurie          | Casebrooke Lomond  | individueel | opgave       | opgave       | niet geplaatst | niet geplaatst | niet geplaatst | niet geplaatst |
| Edwina Tops-Alexander | Identity Vitsereol | individueel | 4,00         | =31          | niet geplaatst | niet geplaatst | niet geplaatst | niet geplaatst |

### Roeien
Mannen
| atleet | onderdeel   | series  | series | herkansingen | herkansingen | kwartfinale | kwartfinale | halve finale | halve finale | finale     | finale |
| atleet | onderdeel   | tijd    | rang   | tijd         | rang         | tijd        | rang        | tijd         | rang         | tijd       | rang   |
| --- | ----------- | ------- | ------ | ------------ | ------------ | ----------- | ----------- | ------------ | ------------ | ---------- | ------ |
| Sam Hardy Joshua Hicks | twee-zonder | 6.42,74 | 1 HA/B | bye          | bye          | n.v.t.      | n.v.t.      | 6.19,30      | 4 FB         | 6.30,20    | 10     |
| Caleb Antill Jack Cleary Cameron Girdlestone Luke Letcher                                                                        | dubbel-vier | 5.41,45 | 2 FA   | bye          | bye          | n.v.t.      | n.v.t.      | n.v.t.       | n.v.t.       | 5.33,97    | Brons  |
| Jack Hargreaves Alexander Hill Alexander Purnell Spencer Turrin                                                                  | vier-zonder | 5.54,27 | 1 FA   | bye          | bye          | n.v.t.      | n.v.t.      | n.v.t.       | n.v.t.       | 5.42,76 OR | Goud   |
| Josh Booth Angus Dawson Simon Keenan Nicholas Lavery Timothy Masters Joseph O'Brien Nicholas Purnell Stuart Sim Angus Widdicombe | acht        | 5.43,66 | 4 H    | 5.25,06      | 4 FA         | n.v.t.      | n.v.t.      | n.v.t.       | n.v.t.       | 5.36,23    | 6      |

Vrouwen
| atlete | onderdeel   | series     | series | herkansingen | herkansingen | kwartfinale | kwartfinale | halve finale | halve finale | finale     | finale |
| atlete | onderdeel   | tijd       | rang   | tijd         | rang         | tijd        | rang        | tijd         | rang         | tijd       | rang   |
| --- | ----------- | ---------- | ------ | ------------ | ------------ | ----------- | ----------- | ------------ | ------------ | ---------- | ------ |
| Amanda Bateman Tara Rigney                                                                                                   | dubbel-twee | 6.53,30    | 3 HA/B | bye          | bye          | n.v.t.      | n.v.t.      | 7.15,25      | 5 FB         | 6.57,71    | 7      |
| Annabelle McIntyre Jessica Morrison                                                                                          | twee-zonder | 7.21,75    | 1 HA/B | bye          | bye          | n.v.t.      | n.v.t.      | 6.49,82      | 4 FB         | 6.56,46    | 7      |
| Annabelle McIntyre Jessica Morrison Rosemary Popa Lucy Stephan                                                               | vier-zonder | 6.28,76 OR | 1 FA   | bye          | bye          | n.v.t.      | n.v.t.      | n.v.t.       | n.v.t.       | 6.15,37 OR | Goud   |
| Olympia Aldersey Bronwyn Cox Molly Goodman Sarah Hawe Genevieve Horton Giorgia Patten James Rook Georgina Rowe Katrina Werry | acht        | 6.18,95    | 3 H    | 5.57,15      | 4 FA         | n.v.t.      | n.v.t.      | n.v.t.       | n.v.t.       | 6.03,92    | 5      |

Legenda: FA=finale A (medailles); FB=finale B (geen medailles); FC=finale C (geen medailles); FD=finale D (geen medailles); FE=finale E (geen medailles); FF=finale F (geen medailles); HA/B=halve finale A/B; HC/D=halve finale C/D; HE/F=halve finale E/F; KF=kwartfinale; H=herkansing

### Rugby
Mannen
| Olympiër | Discipline | Resultaat | Prestatie |
| --- | ---------- | --------- | --------- |
| Henry Hutchison Samu Kerevi Dietrich Roache Lachie Miller Joe Pincus Josh Turner Dylan Pietsch Josh Coward Nick Malouf Maurice Longbottom Lachlan Anderson Lewis Holland | mannen     | 7         | zie onder |

| Groep A |               |             |             |             |             |            |            |            |        |
| #       | Land          | Wedstrijden | Wedstrijden | Wedstrijden | Wedstrijden | Doelpunten | Doelpunten | Doelpunten | Punten |
| #       | Land          | GW          | W           | G           | V           | V          | T          | Saldo      | Punten |
| 1       | Nieuw-Zeeland | 3           | 3           | 0           | 0           | 99         | 31         | +68        | 9      |
| 2       | Argentinië    | 3           | 2           | 0           | 1           | 99         | 54         | +45        | 7      |
| 3       | Australië     | 3           | 1           | 0           | 2           | 73         | 48         | +25        | 5      |
| 4       | Zuid-Korea    | 3           | 0           | 0           | 3           | 10         | 148        | -138       | 3      |

| Ronde        | Datum   | Lokale tijd | MEZT          | Land        | Score      | Land      |
| ------------ | ------- | ----------- | ------------- | ----------- | ---------- | --------- |
| groepsfase   |         |             |               |             |            |           |
| 26 juli 2021 | 10:00   | 03:00       | Argentinië    | 29 - 19     | Australië  |           |
| 26 juli 2021 | 18:00   | 11:00       | Australië     | 42 - 5      | Zuid-Korea |           |
| 27 juli 2021 | 10:00   | 03:00       | Nieuw-Zeeland | 14 - 12     | Australië  |           |
|              |         |             |               |             |            |           |
| kwartfinale  | 27 juli | 18:30       | 11:30         | Fiji        | 19 - 0     | Australië |
|              |         |             |               |             |            |           |
| plaats 5-8   | 28 juli | 11:30       | 04:30         | Zuid-Afrika | 22 - 19    | Australië |
|              |         |             |               |             |            |           |
| plaats 7/8   | 28 juli | 17:30       | 10:30         | Australië   | 26 - 7     | Canada    |

Vrouwen
| Olympiër | Discipline | Resultaat | Prestatie |
| --- | ---------- | --------- | --------- |
| Shannon Parry Sharni Williams Faith Nathan Dom Du Toit Emma Tonegato Evania Pelite Charlotte Caslick Madison Ashby Tia Hinds Sariah Paki Demi Hayes Maddison Levi | vrouwen    | Brons     | zie onder |

| Groep A |                  |             |             |             |             |            |            |            |        |
| #       | Land             | Wedstrijden | Wedstrijden | Wedstrijden | Wedstrijden | Doelpunten | Doelpunten | Doelpunten | Punten |
| #       | Land             | GW          | W           | G           | V           | V          | T          | Saldo      | Punten |
| 1       | Verenigde Staten | 3           | 3           | 0           | 0           | 59         | 33         | +26        | 9      |
| 2       | Australië        | 3           | 2           | 0           | 1           | 86         | 24         | +62        | 7      |
| 3       | China            | 3           | 1           | 0           | 2           | 53         | 54         | -1         | 5      |
| 4       | Japan            | 3           | 0           | 0           | 3           | 7          | 94         | -87        | 3      |

| Ronde        | Datum   | Lokale tijd | MEZT             | Land      | Score     | Land             |
| ------------ | ------- | ----------- | ---------------- | --------- | --------- | ---------------- |
| groepsfase   |         |             |                  |           |           |                  |
| 29 juli 2021 | 10:30   | 03:30       | Australië        | 48 - 0    | Japan     |                  |
| 29 juli 2021 | 17:30   | 10:30       | Australië        | 26 - 10   | China     |                  |
| 30 juli 2021 | 10:30   | 03:30       | Verenigde Staten | 14 - 12   | Australië |                  |
|              |         |             |                  |           |           |                  |
| kwartfinale  | 30 juli | 18:00       | 11:00            | Fiji      | 14 - 12   | Australië        |
|              |         |             |                  |           |           |                  |
| plaats 5-8   | 31 juli | 10:00       | 03:00            | Australië | 35 - 7    | Russische ploeg  |
|              |         |             |                  |           |           |                  |
| plaats 5/6   | 31 juli | 17:00       | 10:00            | Australië | 17 - 7    | Verenigde Staten |

### Schietsport
Australische schutters verkregen quotaplaatsen voor het olympisch schietsporttoernooi door hun resultaten bij de wereldkampioenschappen schietsport in september 2018 in Changwon, Zuid-Korea. James Willett eindigde als vierde bij het trap kleiduivenschieten, wat een quotaplaats opleverde; op hetzelfde onderdeel verkreeg Laetisha Scanlan een quotaplaats in het vrouwentoernooi door eveneens als vierde te eindigen.
Mannen
| atleet           | onderdeel                            | kwalificaties | kwalificaties | finale         | finale         |
| atleet           | onderdeel                            | punten        | rang          | punten         | rang           |
| ---------------- | ------------------------------------ | ------------- | ------------- | -------------- | -------------- |
| Daniel Repacholi | 10 m luchtpistool                    | 568           | 30            | niet geplaatst | niet geplaatst |
| Sergei Evglevski | 25 m snelvuurpistool                 | 572           | 17            | niet geplaatst | niet geplaatst |
| Alex Hoberg      | 10 m luchtgeweer                     | 625.6         | 21            | niet geplaatst | niet geplaatst |
| Dane Sampson     | 10 m luchtgeweer                     | 623.5         | 30            | niet geplaatst | niet geplaatst |
| Dane Sampson     | 50 m kleinkalibergeweer, 3 houdingen | 1162          | 27            | niet geplaatst | niet geplaatst |
| Jack Rossiter    | 50 m kleinkalibergeweer, 3 houdingen | 1160          | 29            | niet geplaatst | niet geplaatst |
| James Willet     | trap                                 | 120           | 21            | niet geplaatst | niet geplaatst |
| Thomas Grice     | trap                                 | 119           | 25            | niet geplaatst | niet geplaatst |
| Paul Adams       | skeet                                | 119           | 21            | niet geplaatst | niet geplaatst |

Vrouwen
| atlete             | onderdeel                             | kwalificaties | kwalificaties | finale         | finale         |
| atlete             | onderdeel                             | punten        | rang          | punten         | rang           |
| ------------------ | ------------------------------------- | ------------- | ------------- | -------------- | -------------- |
| Elena Galiabovitch | 10 m luchtpistool                     | 569           | 27            | niet geplaatst | niet geplaatst |
| Dina Aspandiyarova | 10 m luchtpistool                     | 558           | 46            | niet geplaatst | niet geplaatst |
| Dina Aspandiyarova | 25 m pistool                          | 583           | 11            | niet geplaatst | niet geplaatst |
| Elise Collier      | 10 m luchtgeweer                      | 618.2         | 42            | niet geplaatst | niet geplaatst |
| Katarina Kowplos   | 10 m luchtgeweer                      | 617.2         | 45            | niet geplaatst | niet geplaatst |
| Katarina Kowplos   | 50 m kleinkaliber geweer, 3 houdingen | 1137          | 36            | niet geplaatst | niet geplaatst |
| Laetisha Scanlan   | trap                                  | 121           | 4             | 26             | 4              |
| Penny Smith        | trap                                  | 120           | 6             | 13             | 6              |
| Laura Coles        | skeet                                 | 112           | 25            | niet geplaatst | niet geplaatst |

Gemengd
| atleet                              | onderdeel         | kwalificatie 1 | kwalificatie 1 | kwalificatie 2 | kwalificatie 2 | finale                 | finale         |
| atleet                              | onderdeel         | punten         | rang           | punten         | rang           | tegenstander resultaat | rang           |
| ----------------------------------- | ----------------- | -------------- | -------------- | -------------- | -------------- | ---------------------- | -------------- |
| Dina Aspandiyarova Daniel Repacholi | 10 m luchtpistool | 576            | 6              | 380            | 8              | niet geplaatst         | niet geplaatst |
| Elise Collier Alex Hoberg           | 10 m luchtgeweer  | 623.6          | 19             | niet geplaatst | niet geplaatst | niet geplaatst         | niet geplaatst |
| Katarina Kowplos Dane Sampson       | 10 m luchtgeweer  | 623.1          | 22             | niet geplaatst | niet geplaatst | niet geplaatst         | niet geplaatst |
| Penny Smith Thomas Grice            | trap              | 145            | 6              | n.v.t.         | n.v.t.         | niet geplaatst         | niet geplaatst |
| Laetisha Scanlan James Willett      | trap              | 145            | 7              | n.v.t.         | n.v.t.         | niet geplaatst         | niet geplaatst |

### Schoonspringen
Mannen
| atleet           | onderdeel  | series | series | halve finale   | halve finale   | finale         | finale         |
| atleet           | onderdeel  | punten | rang   | punten         | rang           | punten         | rang           |
| ---------------- | ---------- | ------ | ------ | -------------- | -------------- | -------------- | -------------- |
| Li Shixin        | 3 m plank  | 320,35 | 27     | niet geplaatst | niet geplaatst | niet geplaatst | niet geplaatst |
| Cassiel Rousseau | 10 m toren | 423,55 | 8 Q    | 444,10         | 6 Q            | 430,35         | 8              |
| Sam Fricker      | 10 m toren | 306,50 | 28     | niet geplaatst | niet geplaatst | niet geplaatst | niet geplaatst |

Vrouwen
| atlete         | onderdeel  | series | series | halve finale   | halve finale   | finale         | finale         |
| atlete         | onderdeel  | punten | rang   | punten         | rang           | punten         | rang           |
| -------------- | ---------- | ------ | ------ | -------------- | -------------- | -------------- | -------------- |
| Esther Qin     | 3 m plank  | 292,80 | 9 Q    | 309,15         | 8 Q            | 261,95         | 12             |
| Anabelle Smith | 3 m plank  | 275,02 | 18 Q   | 285,60         | 14             | niet geplaatst | niet geplaatst |
| Nikita Hains   | 10 m toren | 270.00 | 21     | niet geplaatst | niet geplaatst | niet geplaatst | niet geplaatst |
| Melissa Wu     | 10 m toren | 351,20 | 4 Q    | 334,50         | 5 Q            | 371,40         | Brons          |

### Softbal
| Olympiër | Discipline | Resultaat | Prestatie |
| -------- | ---------- | --------- | --------- |
|          | vrouwen    |           |           |

### Surfen
Mannen
| atleet        | onderdeel | eerste ronde | eerste ronde | tweede ronde | tweede ronde | derde ronde            | kwartfinale            | halve finale             | finale / BM            | finale / BM    |
| atleet        | onderdeel | score        | rang         | score        | rang         | tegenstander uitslag   | tegenstander uitslag   | tegenstander uitslag     | tegenstander uitslag   | rang           |
| ------------- | --------- | ------------ | ------------ | ------------ | ------------ | ---------------------- | ---------------------- | ------------------------ | ---------------------- | -------------- |
| Julian Wilson | surfen    | 8,77         | 4 q          | 11,27        | 3 Q          | Medina V (13,00–14,33) | niet geplaatst         | niet geplaatst           | niet geplaatst         | niet geplaatst |
| Owen Wright   | surfen    | 10,40        | 1 Q          | bye          | bye          | Florès W (15,00-12,90) | Mesinas W (12,74–7,83) | Ferreira V (12,47–13,17) | Medina W (11,97–11,77) | Brons          |

Vrouwen
| atlete            | onderdeel | eerste ronde | eerste ronde | tweede ronde | tweede ronde | derde ronde               | kwartfinale             | halve finale         | finale / BM          | finale / BM    |
| atlete            | onderdeel | score        | rang         | score        | rang         | tegenstander uitslag      | tegenstander uitslag    | tegenstander uitslag | tegenstander uitslag | rang           |
| ----------------- | --------- | ------------ | ------------ | ------------ | ------------ | ------------------------- | ----------------------- | -------------------- | -------------------- | -------------- |
| Sally Fitzgibbons | surfen    | 12,50        | 1 Q          | bye          | bye          | Ado W (10,86–9,03)        | Tsuzuki V (11,67–13,27) | niet geplaatst       | niet geplaatst       | niet geplaatst |
| Stephanie Gilmore | surfen    | 14,50        | 1 Q          | bye          | bye          | Buitendag V (10,00–13,93) | niet geplaatst          | niet geplaatst       | niet geplaatst       | niet geplaatst |

### Synchroonzwemmen
Australië voerde een ploeg van acht artistieke zwemmers uit om deel te nemen aan het damesduet en teamevenement via een continentale selectie van Oceanië in de teamvrije routine op de FINA Wereldkampioenschappen 2019 in Gwangju, Zuid-Korea.
| atlete | onderdeel | technische routine | technische routine | vrije routine (voorronde) | vrije routine (voorronde) | vrije routine (voorronde) | vrije routine (finale) | vrije routine (finale)    | vrije routine (finale) |
| atlete | onderdeel | punten             | rang               | punten                    | totaal (technisch + vrij) | rang                      | punten                 | totaal (technisch + vrij) | rang                   |
| --- | --------- | ------------------ | ------------------ | ------------------------- | ------------------------- | ------------------------- | ---------------------- | ------------------------- | ---------------------- |
| Rose Stackpole Amie Thompson                                                                                      | duet      | 75,5343            | 20                 | 76,3667                   | 151,9010                  | 20                        | niet geplaatst         | niet geplaatst            | niet geplaatst         |
| Hannah Cross Jane Fruzynski Kiera Gazzard Kirsten Kinash Rachel Presser Emily Rogers Rose Stackpole Amie Thompson | team      | 75,6351            | 9                  | n.v.t.                    | n.v.t.                    | n.v.t.                    | 77,3667                | 153,0018                  | 9                      |

### Taekwondo
Mannen
| atleet        | onderdeel | eerste ronde         | kwartfinale          | halve finale         | herkansing           | finale / BM          | finale / BM    |
| atleet        | onderdeel | tegenstander uitslag | tegenstander uitslag | tegenstander uitslag | tegenstander uitslag | tegenstander uitslag | rang           |
| ------------- | --------- | -------------------- | -------------------- | -------------------- | -------------------- | -------------------- | -------------- |
| Safwan Khalil | -58 kg    | Sawekwiharee V 7-23  | niet geplaatst       | niet geplaatst       | niet geplaatst       | niet geplaatst       | niet geplaatst |
| Jack Marton   | -80 kg    | Eissa V 1-11         | niet geplaatst       | niet geplaatst       | niet geplaatst       | niet geplaatst       | niet geplaatst |

Vrouwen
| atlete       | onderdeel | eerste ronde         | kwartfinale          | halve finale         | herkansing           | finale / BM          | finale / BM    |
| atlete       | onderdeel | tegenstander uitslag | tegenstander uitslag | tegenstander uitslag | tegenstander uitslag | tegenstander uitslag | rang           |
| ------------ | --------- | -------------------- | -------------------- | -------------------- | -------------------- | -------------------- | -------------- |
| Stacey Hymer | -57 kg    | Park V 15-25         | niet geplaatst       | niet geplaatst       | niet geplaatst       | niet geplaatst       | niet geplaatst |
| Reba Stewart | +67 kg    | Kowalczuk V 2-7      | niet geplaatst       | niet geplaatst       | niet geplaatst       | niet geplaatst       | niet geplaatst |

### Tafeltennis
Mannen
| atleet                 | onderdeel | voorronde            | eerste ronde         | tweede ronde         | derde ronde          | vierde ronde         | kwartfinale          | halve finale         | finale / BM          | finale / BM    |
| atleet                 | onderdeel | tegenstander uitslag | tegenstander uitslag | tegenstander uitslag | tegenstander uitslag | tegenstander uitslag | tegenstander uitslag | tegenstander uitslag | tegenstander uitslag | rang           |
| ---------------------- | --------- | -------------------- | -------------------- | -------------------- | -------------------- | -------------------- | -------------------- | -------------------- | -------------------- | -------------- |
| David Powell           | enkelspel | bye                  | Širuček W WO         | Wang V 0-4           | niet geplaatst       | niet geplaatst       | niet geplaatst       | niet geplaatst       | niet geplaatst       | niet geplaatst |
| Chris Yan              | enkelspel | bye                  | Ionescu V 1-4        | niet geplaatst       | niet geplaatst       | niet geplaatst       | niet geplaatst       | niet geplaatst       | niet geplaatst       | niet geplaatst |
| David Powell Chris Yan | team      | n.v.t.               | n.v.t.               | n.v.t.               | n.v.t.               | Japan V 0-3          | niet geplaatst       | niet geplaatst       | niet geplaatst       | niet geplaatst |

Vrouwen
| atlete                                        | onderdeel | voorronde            | eerste ronde         | tweede ronde         | derde ronde          | vierde ronde         | kwartfinale          | halve finale         | finale / BM          | finale / BM    |
| atlete                                        | onderdeel | tegenstander uitslag | tegenstander uitslag | tegenstander uitslag | tegenstander uitslag | tegenstander uitslag | tegenstander uitslag | tegenstander uitslag | tegenstander uitslag | rang           |
| --------------------------------------------- | --------- | -------------------- | -------------------- | -------------------- | -------------------- | -------------------- | -------------------- | -------------------- | -------------------- | -------------- |
| Michelle Bromley                              | enkelspel | bye                  | Partyka V 0-4        | niet geplaatst       | niet geplaatst       | niet geplaatst       | niet geplaatst       | niet geplaatst       | niet geplaatst       | niet geplaatst |
| Jian Fang Lay                                 | enkelspel | Fonseca W 4-0        | Vivarelli W 4-1      | Li W 4-2             | Han V 0-4            | niet geplaatst       | niet geplaatst       | niet geplaatst       | niet geplaatst       | niet geplaatst |
| Michelle Bromley Jian Fang Lay Melissa Tapper | team      | n.v.t.               | n.v.t.               | n.v.t.               | n.v.t.               | Duitsland V 0-3      | niet geplaatst       | niet geplaatst       | niet geplaatst       | niet geplaatst |

Gemengd
| atleet                   | onderdeel | voorronde            | eerste ronde         | tweede ronde         | derde ronde          | vierde ronde          | kwartfinale          | halve finale         | finale / BM          | finale / BM    |
| atleet                   | onderdeel | tegenstander uitslag | tegenstander uitslag | tegenstander uitslag | tegenstander uitslag | tegenstander uitslag  | tegenstander uitslag | tegenstander uitslag | tegenstander uitslag | rang           |
| ------------------------ | --------- | -------------------- | -------------------- | -------------------- | -------------------- | --------------------- | -------------------- | -------------------- | -------------------- | -------------- |
| Hu Heming Melissa Tapper | gemengd   | n.v.t.               | n.v.t.               | n.v.t.               | n.v.t.               | Lebesson / Yuan V 0-4 | niet geplaatst       | niet geplaatst       | niet geplaatst       | niet geplaatst |

### Triatlon
Mannen
| atleet            | onderdeel | tijd    | rang |
| ----------------- | --------- | ------- | ---- |
| Jacob Birtwhistle | mannen    | 1:46.32 | 16   |
| Matthew Hauser    | mannen    | 1:47.35 | 24   |
| Aaron Royle       | mannen    | 1:47.57 | 26   |

Vrouwen
| atleet          | onderdeel | tijd                                             | rang                                             |                                                  |
| --------------- | --------- | ------------------------------------------------ | ------------------------------------------------ | ------------------------------------------------ |
| Ashleigh Gentle | vrouwen   | gedubbeld in de laatste ronde van het wielrennen | gedubbeld in de laatste ronde van het wielrennen | gedubbeld in de laatste ronde van het wielrennen |
| Jaz Hedgeland   | vrouwen   | gedubbeld in de laatste ronde van het wielrennen | gedubbeld in de laatste ronde van het wielrennen | gedubbeld in de laatste ronde van het wielrennen |
| Emma Jeffcoat   | vrouwen   | 2:02:57                                          | 26                                               |                                                  |

Gemengd
| atleet                                                         | onderdeel          | tijd    | rang |
| -------------------------------------------------------------- | ------------------ | ------- | ---- |
| Emma Jeffcoat Matthew Hauser Ashleigh Gentle Jacob Birtwhistle | gemengde estafette | 1:26:27 | 9    |

### Volleybal

#### Beachvolleybal
Mannen
| atleet                             | onderdeel | eerste ronde                                                                                          | eerste ronde | tussenronde          | achtste finale       | kwartfinale          | halve finale         | finale / BM          | finale / BM    |
| atleet                             | onderdeel | tegenstander uitslag                                                                                  | stand        | tegenstander uitslag | tegenstander uitslag | tegenstander uitslag | tegenstander uitslag | tegenstander uitslag | rang           |
| ---------------------------------- | --------- | --- | ------------ | -------------------- | -------------------- | -------------------- | -------------------- | -------------------- | -------------- |
| Christopher McHugh Damien Schumann | mannen    | Mol – Sørum V 18–21, 21–18, 13-15 Lesjoekov – Semjonov V 14-21, 16-21 Herrera – Gavira V 16-21, 16-21 | 4            | niet geplaatst       | niet geplaatst       | niet geplaatst       | niet geplaatst       | niet geplaatst       | niet geplaatst |

Vrouwen
| atlete                                   | onderdeel | eerste ronde | eerste ronde | tussenronde          | achtste finale               | kwartfinale                           | halve finale                         | finale / BM                    | finale / BM |
| atlete                                   | onderdeel | tegenstander uitslag | stand        | tegenstander uitslag | tegenstander uitslag         | tegenstander uitslag                  | tegenstander uitslag                 | tegenstander uitslag           | rang        |
| ---------------------------------------- | --------- | --- | ------------ | -------------------- | ---------------------------- | ------------------------------------- | ------------------------------------ | ------------------------------ | ----------- |
| Taliqua Clancy Mariafe Artacho del Solar | vrouwen   | Echevarría – Martínez W 21-15, 21-14 Orsi Toth – Menegatti W 22-20, 21-19 Cholomina – Makrogoezova V 8–21, 21–15, 12–15 | 2            | bye                  | Xinxin - Chen W 22-20, 21-13 | Pavan - Paredes W 21-15, 19-21, 15-12 | Kravčenoka - Graudina W 23-21, 21-13 | Ross - Klineman V 15-21, 16-21 | Zilver      |

### Waterpolo
Mannen
| Atleten | Onderdeel | Resultaat | Prestatie |
| ------- | --------- | --------- | --------- |
|         | mannen    |           |           |

| Groep |      |             |             |             |            |            |            |            |        |
| #     | Land | Wedstrijden | Wedstrijden | Wedstrijden | Doelpunten | Doelpunten | Doelpunten | Doelpunten | Punten |
| #     | Land | G           | W           | G           | V          | V          | T          | Saldo      | Punten |
| 1     |      |             |             |             |            |            |            |            |        |
| 2     |      |             |             |             |            |            |            |            |        |
| 3     |      |             |             |             |            |            |            |            |        |
| 4     |      |             |             |             |            |            |            |            |        |
| 5     |      |             |             |             |            |            |            |            |        |
| 6     |      |             |             |             |            |            |            |            |        |

Vrouwen
| Atleten | Onderdeel | Resultaat | Prestatie |
| ------- | --------- | --------- | --------- |
|         | vrouwen   |           |           |

| Groep |      |             |             |             |            |            |            |            |        |
| #     | Land | Wedstrijden | Wedstrijden | Wedstrijden | Doelpunten | Doelpunten | Doelpunten | Doelpunten | Punten |
| #     | Land | G           | W           | G           | V          | V          | T          | Saldo      | Punten |
| 1     |      |             |             |             |            |            |            |            |        |
| 2     |      |             |             |             |            |            |            |            |        |
| 3     |      |             |             |             |            |            |            |            |        |
| 4     |      |             |             |             |            |            |            |            |        |
| 5     |      |             |             |             |            |            |            |            |        |
| 6     |      |             |             |             |            |            |            |            |        |

### Wielersport

#### BMX
Mannen
Freestyle
| atleet       | onderdeel | plaatsingsronde | plaatsingsronde | plaatsingsronde | plaatsingsronde | finale     | finale     | finale |
| atleet       | onderdeel | eerste run      | tweede run      | gemiddelde      | rang            | eerste run | tweede run | rang   |
| ------------ | --------- | --------------- | --------------- | --------------- | --------------- | ---------- | ---------- | ------ |
| Logan Martin | freestyle | 91,90           | 90,04           | 90,97           | 1               | 93,30      | 41,40      | Goud   |

Race
| atlete       | onderdeel | kwartfinale | kwartfinale | halve finale   | halve finale   | finale         | finale         |
| atlete       | onderdeel | punten      | rang        | punten         | rang           | tijd           | rang           |
| ------------ | --------- | ----------- | ----------- | -------------- | -------------- | -------------- | -------------- |
| Anthony Dean | race      | 16          | 6           | niet geplaatst | niet geplaatst | niet geplaatst | niet geplaatst |

Vrouwen
Freestyle
| atleet        | onderdeel | plaatsingsronde | plaatsingsronde | plaatsingsronde | plaatsingsronde | finale     | finale     | finale |
| atleet        | onderdeel | eerste run      | tweede run      | gemiddelde      | rang            | eerste run | tweede run | rang   |
| ------------- | --------- | --------------- | --------------- | --------------- | --------------- | ---------- | ---------- | ------ |
| Natalya Diehm | freestyle | 77,40           | 79,00           | 78,20           | 5               | 86,00      | 80,50      | 5      |

Race
| atlete          | onderdeel | kwartfinale | kwartfinale | halve finale | halve finale | finale         | finale         |
| atlete          | onderdeel | punten      | rang        | punten       | rang         | tijd           | rang           |
| --------------- | --------- | ----------- | ----------- | ------------ | ------------ | -------------- | -------------- |
| Lauren Reynolds | race      | 9           | 3 Q         | 12           | 4 Q          | 45,401         | 5              |
| Saya Sakakibara | race      | 11          | 4 Q         | 14           | 5            | niet geplaatst | niet geplaatst |

#### Baanwielrennen
Mannen
Sprint
| atleet             | onderdeel | kwalificaties | kwalificaties | ronde 1               | herkansing 1             | ronde 2              | herkansing 2         | kwartfinale          | halve finale         | finale               | finale         |
| atleet             | onderdeel | tijd          | rang          | tegenstander uitslag  | tegenstander uitslag     | tegenstander uitslag | tegenstander uitslag | tegenstander uitslag | tegenstander uitslag | tegenstander uitslag | rang           |
| ------------------ | --------- | ------------- | ------------- | --------------------- | ------------------------ | -------------------- | -------------------- | -------------------- | -------------------- | -------------------- | -------------- |
| Matthew Richardson | sprint    | 9,685         | 21            | Paul V 9,824 (+0,618) | Bötticher Helal V +0,421 | niet geplaatst       | niet geplaatst       | niet geplaatst       | niet geplaatst       | niet geplaatst       | niet geplaatst |
| Nathan Hart        | sprint    | 9,696         | 22            | Carlin V +0,306       | Tjon En Fa Xu V +0,185   | niet geplaatst       | niet geplaatst       | niet geplaatst       | niet geplaatst       | niet geplaatst       | niet geplaatst |

Teamsprint
| atleet                                          | onderdeel  | kwalificatie | kwalificatie | halve finale             | halve finale | finale             | finale |
| atleet                                          | onderdeel  | tijd         | rang         | tegenstander tijd        | rang         | tegenstander tijd  | rang   |
| ----------------------------------------------- | ---------- | ------------ | ------------ | ------------------------ | ------------ | ------------------ | ------ |
| Matthew Glaetzer Nathan Hart Matthew Richardson | teamsprint | 42,371       | 3            | Russische ploeg W 42,103 | 3            | Frankrijk V 44,013 | 4      |

Keirin
| atleet             | onderdeel | ronde 1 | herkansing | ronde 2 | ronde 3        | finale         |
| atleet             | onderdeel | rang    | rang       | rang    | rang           | rang           |
| ------------------ | --------- | ------- | ---------- | ------- | -------------- | -------------- |
| Matthew Glaetzer   | keirin    | 3       | 1 Q        | 4 Q     | 2 Q            | 5              |
| Matthew Richardson | keirin    | 2 Q     | bye        | 5       | niet geplaatst | niet geplaatst |

Koppelkoers
| atleet                       | onderdeel   | sprintpunten   | rondes         | puntentotaal   | rang           |
| ---------------------------- | ----------- | -------------- | -------------- | -------------- | -------------- |
| Kelland O'Brien Leigh Howard | koppelkoers | niet gefinisht | niet gefinisht | niet gefinisht | niet gefinisht |

Ploegenachtervolging
| atleet                                                                 | onderdeel            | kwalificatie | kwalificatie | halve finale           | halve finale | finale               | finale |
| atleet                                                                 | onderdeel            | tijd         | rang         | tegenstander uitslag   | rang         | tegenstander uitslag | rang   |
| ---------------------------------------------------------------------- | -------------------- | ------------ | ------------ | ---------------------- | ------------ | -------------------- | ------ |
| Kelland O'Brien Sam Welsford Leigh Howard Lucas Plapp Alexander Porter | ploegenachtervolging | 3.48,448     | 5            | Zwitserland W 3.44,902 | 4            | Nieuw-Zeeland W OVL  | Brons  |

Omnium
| atleet       | onderdeel | scratchrace | scratchrace | temporace | temporace | afvalrace | afvalrace | puntenrace | puntenrace | totaal punten | rang |
| atleet       | onderdeel | rang        | punten      | rang      | punten    | rang      | punten    | rang       | punten     | totaal punten | rang |
| ------------ | --------- | ----------- | ----------- | --------- | --------- | --------- | --------- | ---------- | ---------- | ------------- | ---- |
| Sam Welsford | omnium    | 6           | 30          | 13        | 16        | 9         | 24        | 11         | 9          | 79            | 11   |

Vrouwen
Sprint
| atlete           | onderdeel | kwalificaties | kwalificaties | ronde 1              | herkansing 1              | ronde 2              | herkansing 2         | kwartfinale          | halve finale         | finale               | finale         |
| atlete           | onderdeel | tijd          | rang          | tegenstander uitslag | tegenstander uitslag      | tegenstander uitslag | tegenstander uitslag | tegenstander uitslag | tegenstander uitslag | tegenstander uitslag | rang           |
| ---------------- | --------- | ------------- | ------------- | -------------------- | ------------------------- | -------------------- | -------------------- | -------------------- | -------------------- | -------------------- | -------------- |
| Kaarle McCulloch | sprint    | 10,667        | 14            | Andrews V +0.255     | Verdugo du Preez W 11,194 | Mitchell V +0.135    | Zhong V +0.117       | niet geplaatst       | niet geplaatst       | niet geplaatst       | niet geplaatst |

Keirin
| atlete           | onderdeel | ronde 1 | herkansing | ronde 2 | ronde 3 | finale |
| atlete           | onderdeel | rang    | rang       | rang    | rang    | rang   |
| ---------------- | --------- | ------- | ---------- | ------- | ------- | ------ |
| Kaarle McCulloch | keirin    | 4       | 2 Q        | 2 Q     | 5 FB    | 9      |

Koppelkoers
| atlete                          | onderdeel   | sprintpunten | rondes | puntentotaal | rang |
| ------------------------------- | ----------- | ------------ | ------ | ------------ | ---- |
| Georgia Baker Annette Edmondson | koppelkoers | 9            | 0      | 9            | 7    |

Ploegenachtervolging
| atlete                                                                          | onderdeel            | kwalificatie | kwalificatie | halve finale             | halve finale | finale               | finale |
| atlete                                                                          | onderdeel            | tijd         | rang         | tegenstander uitslag     | rang         | tegenstander uitslag | rang   |
| ------------------------------------------------------------------------------- | -------------------- | ------------ | ------------ | ------------------------ | ------------ | -------------------- | ------ |
| Georgia Baker Annette Edmondson Ashlee Ankudinoff Maeve Plouffe Alexandra Manly | ploegenachtervolging | 4.13,571     | 7            | Nieuw-Zeeland W 4.09,992 | 6            | Italië W 4.11,041    | 5      |

Omnium
| atlete            | onderdeel | scratchrace | scratchrace | temporace | temporace | afvalrace | afvalrace | puntenrace | puntenrace | totaal punten | rang |
| atlete            | onderdeel | rang        | punten      | rang      | punten    | rang      | punten    | rang       | punten     | totaal punten | rang |
| ----------------- | --------- | ----------- | ----------- | --------- | --------- | --------- | --------- | ---------- | ---------- | ------------- | ---- |
| Annette Edmondson | omnium    | 3           | 36          | 12        | 18        | 18        | 6         | 12         | 1          | 61            | 12   |

#### Mountainbike
Mannen
| atleet           | onderdeel    | tijd    | rang |
| ---------------- | ------------ | ------- | ---- |
| Daniel McConnell | mountainbike | 1:33.12 | 30   |

Vrouwen
| atleet            | onderdeel    | tijd    | rang |
| ----------------- | ------------ | ------- | ---- |
| Rebecca McConnell | mountainbike | 1:30.29 | 28   |

#### Wegwielrennen
Mannen
| atleet         | onderdeel    | tijd         | rang         |
| -------------- | ------------ | ------------ | ------------ |
| Richie Porte   | wegwedstrijd | 6:15.38      | 48           |
| Richie Porte   | tijdrit      | 1:00.53,67   | 27           |
| Rohan Dennis   | wegwedstrijd | niet gestart | niet gestart |
| Rohan Dennis   | tijdrit      | 55.08,09     | Brons        |
| Lucas Hamilton | wegwedstrijd | 6:21.46      | 71           |
| Luke Durbridge | wegwedstrijd | 6:21.46      | 72           |

Vrouwen
| atlete           | onderdeel    | tijd           | rang           |
| ---------------- | ------------ | -------------- | -------------- |
| Sarah Gigante    | wegwedstrijd | 4:01.08        | 40             |
| Sarah Gigante    | tijdrit      | 33.01,60       | 11             |
| Grace Brown      | wegwedstrijd | 4:02.16        | 47             |
| Grace Brown      | tijdrit      | 31.22,22       | 4              |
| Tiffany Cromwell | wegwedstrijd | 3:55.41        | 26             |
| Amanda Spratt    | wegwedstrijd | niet gefinisht | niet gefinisht |

### Zeilen
Australische zeilers kwalificeerden zich voor de Olympische Zomerspelen 2020 in verschillende klassen tijdens de wereldkampioenschappen zeilen, die in augustus 2018 plaatsvonden in Aarhus, Denemarken. Op dit toernooi dwongen zeilers quotaplaatsen voor de Spelen af in de klassen 49erFX, Laser, 470 en Nacra 17.
Mannen
| atleet                        | onderdeel | race | race | race | race | race | race | race | race | race | race | race   | race   | race           | netto punten | eindnotering |
| atleet                        | onderdeel | 1    | 2    | 3    | 4    | 5    | 6    | 7    | 8    | 9    | 10   | 11     | 12     | M              | netto punten | eindnotering |
| ----------------------------- | --------- | ---- | ---- | ---- | ---- | ---- | ---- | ---- | ---- | ---- | ---- | ------ | ------ | -------------- | ------------ | ------------ |
| Matthew Wearn                 | Laser     | 17   | 28   | 2    | 4    | 2    | 2    | 1    | 1    | 12   | 8    | n.v.t. | n.v.t. | 4              | 53           | Goud         |
| Jake Lilley                   | Finn      | 10   | 8    | 4    | 11   | 7    | 9    | 15   | 6    | 2    | 6    | n.v.t. | n.v.t. | 6              | 69           | 7            |
| Mathew Belcher William Ryan   | 470       | 2    | 5    | 1    | 1    | 4    | 3    | 2    | 1    | 2    | 8    | n.v.t. | n.v.t. | 2              | 23           | Goud         |
| Sam Phillips William Phillips | 49er      | 7    | 4    | 1    | 8    | 11   | 15   | 16   | DSQ  | 18   | 14   | 8      | 9      | niet geplaatst | 111          | 12           |

Vrouwen
| atlete                       | onderdeel    | race | race | race | race | race | race | race | race | race | race | race   | race   | race           | netto punten | eindnotering |
| atlete                       | onderdeel    | 1    | 2    | 3    | 4    | 5    | 6    | 7    | 8    | 9    | 10   | 11     | 12     | M              | netto punten | eindnotering |
| ---------------------------- | ------------ | ---- | ---- | ---- | ---- | ---- | ---- | ---- | ---- | ---- | ---- | ------ | ------ | -------------- | ------------ | ------------ |
| Mara Stransky                | Laser Radial | 12   | 26   | 19   | 10   | 19   | 16   | DSQ  | 24   | 3    | 1    | n.v.t. | n.v.t. | niet geplaatst | 130          | 14           |
| Monique de Vries Nia Jerwood | 470          | 7    | 12   | 12   | 8    | 18   | 19   | 15   | 13   | 13   | 20   | n.v.t. | n.v.t. | niet geplaatst | 117          | 16           |
| Tess Lloyd Jaime Ryan        | 49erFX       | 9    | 11   | 7    | 9    | 11   | 10   | 15   | 10   | 19   | 11   | 8      | 8      | niet geplaatst | 109          | 13           |

Gemengd
| atleten                        | onderdeel | race | race | race | race | race | race | race | race | race | race | race | race | race | netto punten | eindnotering |
| atleten                        | onderdeel | 1    | 2    | 3    | 4    | 5    | 6    | 7    | 8    | 9    | 10   | 11   | 12   | M    | netto punten | eindnotering |
| ------------------------------ | --------- | ---- | ---- | ---- | ---- | ---- | ---- | ---- | ---- | ---- | ---- | ---- | ---- | ---- | ------------ | ------------ |
| Jason Waterhouse Lisa Darmanin | Nacra 17  | 2    | 11   | 4    | 4    | 7    | 8    | 1    | 5    | 4    | 6    | 5    | 8    | 18   | 72           | 5            |

### Zwemmen
Mannen
| atleet                                                                                | onderdeel          | series   | series | halve finale   | halve finale   | finale         | finale         |
| atleet                                                                                | onderdeel          | tijd     | rang   | tijd           | rang           | tijd           | rang           |
| ------------------------------------------------------------------------------------- | ------------------ | -------- | ------ | -------------- | -------------- | -------------- | -------------- |
| Cameron McEvoy                                                                        | 50 m vrije slag    | 22,31    | 29     | niet geplaatst | niet geplaatst | niet geplaatst | niet geplaatst |
| Cameron McEvoy                                                                        | 100 m vrije slag   | 48,72    | 24     | niet geplaatst | niet geplaatst | niet geplaatst | niet geplaatst |
| Kyle Chalmers                                                                         | 100 m vrije slag   | 47,77    | 3 Q    | 47,80          | 6 Q            | 47,08          | Zilver         |
| Thomas Neill                                                                          | 200 m vrije slag   | 1.45,81  | 8 Q    | 1.45,74        | 9              | niet geplaatst | niet geplaatst |
| Thomas Neill                                                                          | 1500 m vrije slag  | 15.04,65 | 16     | n.v.t.         | n.v.t.         | niet geplaatst | niet geplaatst |
| Matthew Temple                                                                        | 100 m vlinderslag  | 51,39    | 8 Q    | 51,12          | 6 Q            | 50,92          | 6              |
| Matthew Temple                                                                        | 200 m vlinderslag  | 1.56,25  | 18     | niet geplaatst | niet geplaatst | niet geplaatst | niet geplaatst |
| Elijah Winnington                                                                     | 200 m vrije slag   | 1.46,99  | 22     | niet geplaatst | niet geplaatst | niet geplaatst | niet geplaatst |
| Elijah Winnington                                                                     | 400 m vrije slag   | 3.45,20  | 4 Q    | n.v.t.         | n.v.t.         | 3.54,20        | 7              |
| Jack McLoughlin                                                                       | 400 m vrije slag   | 3.45,20  | 4 Q    | n.v.t.         | n.v.t.         | 3.43,52        | Zilver         |
| Jack McLoughlin                                                                       | 800 m vrije slag   | 7.46,94  | 6 Q    | n.v.t.         | n.v.t.         | 7.45,00        | 5              |
| Jack McLoughlin                                                                       | 1500 m vrije slag  | 14.56,98 | 10     | n.v.t.         | n.v.t.         | niet geplaatst | niet geplaatst |
| Isaac Cooper                                                                          | 100 m rugslag      | 53,73    | 13 Q   | 53,43          | 12             | niet geplaatst | niet geplaatst |
| Mitch Larkin                                                                          | 100 m rugslag      | 52,97    | 4 Q    | 52,76          | 3 Q            | 52,79          | 7              |
| Mitch Larkin                                                                          | 200 m wisselslag   | 1.57,50  | 9 Q    | 1.57,80        | 10             | niet geplaatst | niet geplaatst |
| Tristan Hollard                                                                       | 200 m rugslag      | 1.57,24  | 10 Q   | 1.56,92        | 10             | niet geplaatst | niet geplaatst |
| Zac Stubblety-Cook                                                                    | 100 m schoolslag   | 1.00,05  | 24     | niet geplaatst | niet geplaatst | niet geplaatst | niet geplaatst |
| Zac Stubblety-Cook                                                                    | 200 m schoolslag   | 2.07,37  | 1 Q    | 2.07,35        | 1 Q            | 2.06,38        | Goud           |
| Matthew Wilson                                                                        | 100 m schoolslag   | 1.00,03  | 22     | niet geplaatst | niet geplaatst | niet geplaatst | niet geplaatst |
| Matthew Wilson                                                                        | 200 m schoolslag   | 2.09,29  | 10 Q   | 2.10,10        | 14             | niet geplaatst | niet geplaatst |
| David Morgan                                                                          | 100 m vlinderslag  | 52,31    | 30     | niet geplaatst | niet geplaatst | niet geplaatst | niet geplaatst |
| David Morgan                                                                          | 200 m vlinderslag  | 2.00,27  | 35     | niet geplaatst | niet geplaatst | niet geplaatst | niet geplaatst |
| Brendon Smith                                                                         | 200 m wisselslag   | 1.58,57  | 22     | niet geplaatst | niet geplaatst | niet geplaatst | niet geplaatst |
| Brendon Smith                                                                         | 400 m wisselslag   | 4.09,27  | 1 Q    | n.v.t.         | n.v.t.         | 4.10,38        | Brons          |
| Se-Bom Lee                                                                            | 400 m wisselslag   | 4:15,76  | 16     | n.v.t.         | n.v.t.         | niet geplaatst | niet geplaatst |
| Kai Graeme Edwards                                                                    | 10 km open water   | n.v.t.   | n.v.t. | n.v.t.         | n.v.t.         | 1:53.04,0      | 12             |
| Kyle Chalmers Alexander Graham Zac Incerti Cameron McEvoy Matthew Temple              | 4×100 m vrije slag | 3.11,89  | 3 Q    | n.v.t.         | n.v.t.         | 3.10,22        | Brons          |
| Kyle Chalmers Alexander Graham Mack Horton Zac Incerti Thomas Neill Elijah Winnington | 4×200 m vrije slag | 7.05,00  | 2 Q    | n.v.t.         | n.v.t.         | 7.01,84        | Brons          |
| Kyle Chalmers Mitch Larkin David Morgan Zac Stubblety-Cook Matthew Temple             | 4×100 m wisselslag | 3.32,08  | 6 Q    | n.v.t.         | n.v.t.         | 3.29,60        | 5              |

Vrouwen
| atlete | onderdeel          | series   | series | halve finale   | halve finale   | finale         | finale         |
| atlete | onderdeel          | tijd     | rang   | tijd           | rang           | tijd           | rang           |
| --- | ------------------ | -------- | ------ | -------------- | -------------- | -------------- | -------------- |
| Cate Campbell | 50 m vrije slag    | 24,15    | 3 Q    | 24,27          | 6 Q            | 24,36          | 7              |
| Cate Campbell | 100 m vrije slag   | 52,80    | 4 Q    | 52,71          | 3 Q            | 52,52          | Brons          |
| Emma McKeon | 50 m vrije slag    | 24,02    | 1 Q    | 24,00          | 1 Q            | 23,81          | , OR           |
| Emma McKeon | 100 m vrije slag   | 52,13    | 1 Q    | 52,32          | 1 Q            | 51,96          | , OR           |
| Emma McKeon | 100 m vlinderslag  | 55,82    | 1 Q    | 56,33          | 3 Q            | 55,72          | Brons          |
| Madison Wilson                                                                                                   | 200 m vrije slag   | 1.55,87  | 3 Q    | 1.56,58        | 8 Q            | 1.56,39        | 8              |
| Ariarne Titmus                                                                                                   | 200 m vrije slag   | 1.55,88  | 4 Q    | 1.54,82        | 1 Q            | 1.53,50        | , OR           |
| Ariarne Titmus                                                                                                   | 400 m vrije slag   | 4.01,66  | 3 Q    | n.v.t.         | n.v.t.         | 3.56,69        | Goud           |
| Ariarne Titmus                                                                                                   | 800 m vrije slag   | 8.18,99  | 6 Q    | n.v.t.         | n.v.t.         | 8.13,83        | Zilver         |
| Tamsin Cook | 400 m vrije slag   | 4.04,80  | 9      | n.v.t.         | n.v.t.         | niet geplaatst | niet geplaatst |
| Kiah Melverton                                                                                                   | 800 m vrije slag   | 8.20,45  | 7 Q    | n.v.t.         | n.v.t.         | 8.22,25        | 6              |
| Kiah Melverton                                                                                                   | 1500 m vrije slag  | 15.58,96 | 8 Q    | n.v.t.         | n.v.t.         | 16.00,36       | 6              |
| Madeleine Gough                                                                                                  | 1500 m vrije slag  | 15.56,81 | 7 Q    | n.v.t.         | n.v.t.         | 16.05,81       | 8              |
| Kaylee McKeown                                                                                                   | 100 m rugslag      | 57,88    | 1 Q    | 58,11          | 3 Q            | 57,47          | , OR           |
| Kaylee McKeown                                                                                                   | 200 m rugslag      | 2.08,18  | 1 Q    | 2.07,93        | 1 Q            | 2.04,68        | Goud           |
| Emily Seebohm | 100 m rugslag      | 58,86    | 5 Q    | 58,59          | 6 Q            | 58,45          | 5              |
| Emily Seebohm | 200 m rugslag      | 2.09,10  | 8 Q    | 2.07,09        | 5 Q            | 2.06,17        | Brons          |
| Jessica Hansen                                                                                                   | 100 m schoolslag   | 1.07,50  | 20     | niet geplaatst | niet geplaatst | niet geplaatst | niet geplaatst |
| Chelsea Hodges                                                                                                   | 100 m schoolslag   | 1.06,70  | 12 Q   | 1.06,60        | 9              | niet geplaatst | niet geplaatst |
| Abbey Harkin | 200 m schoolslag   | 2.24,41  | 17     | niet geplaatst | niet geplaatst | niet geplaatst | niet geplaatst |
| Jenna Strauch | 200 m schoolslag   | 2.23,30  | 9 Q    | 2.24,25        | 9              | niet geplaatst | niet geplaatst |
| Brianna Throssell                                                                                                | 100 m vlinderslag  | 58,08    | 16 Q   | 57,59          | 12             | niet geplaatst | niet geplaatst |
| Brianna Throssell                                                                                                | 200 m vlinderslag  | 2.09,34  | 9 Q    | 2.08,41        | 6 Q            | 2.09,48        | 8              |
| Kareena Lee | 10 km open water   | n.v.t.   | n.v.t. | n.v.t.         | n.v.t.         | 1:59.32,5      | Brons          |
| Bronte Campbell Cate Campbell Meg Harris Emma McKeon Mollie O'Callaghan Madison Wilson                           | 4×100 m vrije slag | 3.31,73  | 1 Q    | n.v.t.         | n.v.t.         | 3.29,69        | , WR           |
| Tamsin Cook Meg Harris Emma McKeon Leah Neale Mollie O'Callaghan Brianna Throssell Ariarne Titmus Madison Wilson | 4×200 m vrije slag | 7.44,61  | 1 Q    | n.v.t.         | n.v.t.         | 7.41,29        | Brons          |
| Cate Campbell Chelsea Hodges Emma McKeon Kaylee McKeown Mollie O'Callaghan Emily Seebohm Brianna Throssell       | 4×100 m wisselslag | 3.55,39  | 3 Q    | n.v.t.         | n.v.t.         | 3.51,60        | , OR           |

Gemengd
| atleet | onderdeel          | series  | series | halve finale | halve finale | finale  | finale |
| atleet | onderdeel          | tijd    | rang   | tijd         | rang         | tijd    | rang   |
| --- | ------------------ | ------- | ------ | ------------ | ------------ | ------- | ------ |
| Bronte Campbell Isaac Cooper Emma McKeon Kaylee McKeown Zac Stubblety-Cook Matthew Temple Brianna Throssell | 4×100 m wisselslag | 3.42,35 | 4 Q    | n.v.t.       | n.v.t.       | 3.38,95 | Brons  |